# Ben B. Lindsey

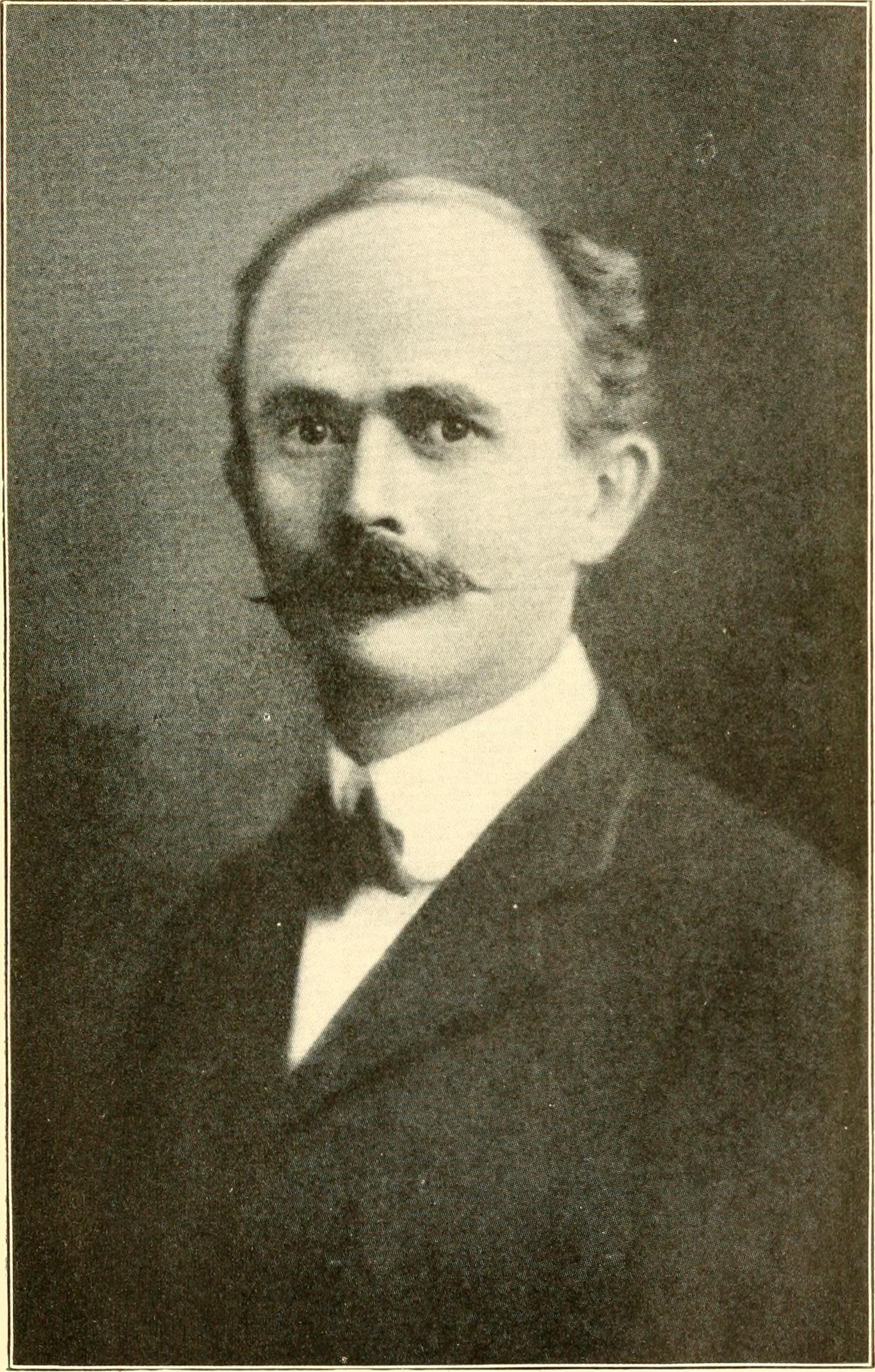
Benjamin „Ben“ B. Lindsey (ca. 1905)

Benjamin „Ben“ Barr Lindsey (* 25. November 1869 in Jackson (Tennessee); † 26. März 1943 in Los Angeles) war ein amerikanischer Jurist und Sozialreformer. Bekannt wurde er zunächst als Richter am County Court von Denver im Bundesstaat Colorado, an dem er aus informellen Anfängen ein Jugendgericht entwickelte. Lindsey hatte 1901 begonnen, Kinder und Jugendliche als Schützlinge des Staates anzusehen und damit andere gesetzliche Vorschriften als die Strafgesetze auf sie anzuwenden. Er zeichnete 1903 und 1907 für Gesetze verantwortlich, die zunächst ein offizielles Jugend- und schließlich ein eigenständiges Jugend- und Familiengericht in Colorado etablierten. Mit seinen unkonventionellen Methoden, aber auch durch sein Talent zur Selbstdarstellung – er hielt landesweit Vorträge und trat auch in Filmen auf – wurde Lindsey einer der bekanntesten Jugendrichter der USA und als führender Repräsentant der Jugendgerichtsbewegung wahrgenommen. Als Richter zeigte er ungewöhnlich weitgehendes persönliches Engagement und stellte Resozialisierung in den Mittelpunkt seiner Tätigkeit. In seinem paternalistischen Verständnis der Funktion eines Jugendgerichts erschienen ihm rechtsstaatliche und justizförmige Verfahren wie die Bestellung von Verteidigern für die Angeklagten aber unnötig.
Lindsey war zugleich auf der politischen Bühne Colorados aktiv und gehörte dort zu den wichtigsten Reformern des Progressivismus. Von Haus aus Demokrat, profilierte er sich als Unabhängiger und betrieb mit den Mitteln direkter Demokratie kommunale, politische und soziale Reformen. Seine Kritik legte er in Zeitschriftenartikeln bzw. dem Buch The Beast (1910) nieder, mit dem er politische Korruption in Denver geißelte und Vorteilsnahmen unternehmerischer Privatinteressen auf Kosten der Gemeinschaft kritisierte. Für die Umsetzung seiner politischen Ziele konnte er auf die Unterstützung verschiedener Reformorganisationen und reformorientierter Politiker zählen, vor allem aber auf die Unterstützung politisch engagierter und organisierter Frauen. Zwischen 1910 und 1912 feierten die Reformer die größten politischen Erfolge in Colorado: Eine von Lindsey unterstützte Änderung der Verfassung Colorados erlaubte Gesetzgebung durch Volksabstimmungen und ein Reformkandidat wurde zum Bürgermeister von Denver gewählt.
Spätestens nach dem Ersten Weltkrieg kamen die Reformen in Colorado zum Erliegen. Lindsey geriet mit politischen Gegnern wie dem in Colorado besonders erstarkten Ku-Klux-Klan aneinander. Dem Klan gelang es 1927, Lindsey wegen angeblichen Wahlbetrugs aus seinem Amt als Jugendrichter zu klagen. Lindsey zog nach Kalifornien. Hier baute er sich eine zweite juristische Karriere auf, die ihn an die Spitze des 1939 auf seine Initiative neu eingerichteten Children’s Court of Concilliation im Los Angeles County brachte. Besonderes Aufsehen erregte in den 1920er-Jahren jedoch Lindseys sexual- und familienreformerisches Engagement. In viel diskutierten Aufsätzen und Büchern entwickelte Lindsey die Idee der „Kameradschaftsehe“, um Scheidungen kinderlos gebliebener Ehen zu erleichtern. Obgleich er sich vom Konzept der „Probeehe“ distanzierte und betonte, dass es ihm um ein Mittel gegen die zunehmende Zahl der Ehescheidungen ginge, wurden Lindseys Vorschläge gerade aus kirchlichen Kreisen scharf kritisiert.

## Leben und Wirken

### Frühe Kindheit und Karriere
Benjamin Barr, genannt „Ben“, Lindsey war das älteste von vier Kindern. Er wuchs zunächst auf einer Plantage in Tennessee auf, die seinem Großvater gehörte. 1879 zog sein Vater Landy Tunstall Lindsey, ein Telegraphist, der im Range eines Hauptmanns im amerikanischen Bürgerkrieg auf Seiten der Konföderierten gekämpft hatte, mit seiner Familie nach Denver in Colorado, um dort Arbeit anzunehmen. Lindsey besuchte die Vorbereitungsschule („preparatory school“) der Notre Dame University bei South Bend (Indiana), wo er Freundschaft mit Edward P. Costigan schloss. Als Lindseys Vater seine Arbeit verlor, kehrte Ben mit seinem jüngeren Bruder für zwei Jahre nach Jackson zurück. Hier lebte er bei einer Schwester seiner Mutter und besuchte die Southwestern Baptist University, eine Vorbereitungsschule der Baptisten. 1887 ging er wieder nach Denver. Im selben Jahr nahm sich sein Vater das Leben. Der 18-jährige Lindsey war gezwungen, zum Lebensunterhalt der Familie beizutragen. Er arbeitete tagsüber als Bürobote und abends als Hausmeister.
Biographen Lindseys erklären dessen Motivation, sich in seinem späteren Leben für soziale Reformen einzusetzen, aus den Erfahrungen dieser Jahre. Ein missglückter Selbstmordversuch gilt als Schlüsselerlebnis. In seinem semiautobiographischen Buch The Beast (1910) berichtete Lindsey, er habe sich ein Jahr nach dem Tod seines Vaters aus Verzweiflung einen Revolver besorgt, an die Schläfe gehalten und abgedrückt.

“By some miracle the cartridge had not exploded; but the nervous shock of that instant when I felt the trigger yield and the muzzle rap against my forehead with the impact of the hammer – that shock was almost as great as a very bullet in the brain. I realized my folly, my weakness; and I went back to my life with something of a man’s determination to crush the circumstances that had almost crushed me.”

„Durch irgendein Wunder war die Patrone nicht losgegangen, aber der nervöse Schock jenes Augenblicks, in dem ich fühlte, wie der Abzug nachgab und die Mündung beim Schnappen des Hahnes gegen meine Stirn stieß – dieser Schock war fast so schlimm wie eine Kugel im Gehirn. Ich sah meine Torheit und Schwäche ein und ging mit etwas mehr männlicher Entschlossenheit ins Leben zurück, gewillt, die Umstände zu zermalmen, die beinahe mich zermalmt hätten.“

Lindsey fand 1888/89 Beschäftigung als Gehilfe in der Kanzlei des Rechtsanwaltes R. D. Thompson. 1894 bestand er die erforderlichen Prüfungen, um in Colorado als Anwalt zugelassen zu werden. Gemeinsam mit Fred W. Parks eröffnete er eine Kanzlei und war als Strafverteidiger tätig. Lindsey engagierte sich politisch für die Demokraten, die 1898 eine gemeinsame Liste mit der Silver Republican Party, einer Abspaltung der Republikaner, bildeten, und wurde 1899 von Gouverneur Charles S. Thomas in die Verwaltung des Arapahoe County berufen, wo er für Witwen und Waisen zuständig war. In der Demokratischen Partei hielt man ihn für geeignet, Bezirksstaatsanwalt zu werden. Daraus wurde zwar nichts, aber als der Richter Robert Wilbur Steele an den Obersten Gerichtshof von Colorado berufen wurde, übernahm Lindsey zum Jahr 1901 dessen frei gewordene Richterstelle am Arapahoe County Court, dem späteren Denver County Court.

### Jugendrichter in Denver

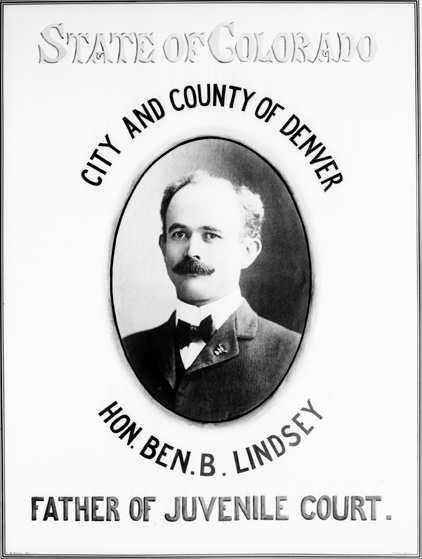
„Vater des Jugendgerichtes“ (Abbildung aus dem Bericht des Juvenile Court von Denver, 1904)

In seinem neuen Amt als Richter begründete Lindsey das Jugendgericht von Colorado. Sinn war es, Kinder und Jugendliche nicht vor dieselben Gerichte wie Erwachsene zu stellen, sondern ihre Fälle vor einem speziellen Gericht unter Berücksichtigung besonderer Verfahrensregeln und Strafvorschriften zu verhandeln. Rückblickend führte Lindsey sein Interesse an Jugendkriminalität zwar auf Erlebnisse aus seiner Zeit als Strafverteidiger zurück. Tatsächlich scheint er sich aber erst als Richter eingehender mit der Problematik beschäftigt zu haben. Anlass dazu bot der Fall Tony Costello. Lindsey war gebeten worden, eine andere Verhandlung zu unterbrechen, um schnell einen Jungen abzuurteilen, der Kohle von der Eisenbahn gestohlen hatte. Nachdem Lindsey den Jungen zum Aufenthalt in einer Besserungsanstalt verurteilt hatte, wurde er von der Mutter des Jungen unterbrochen, die laut schreiend die Verurteilung beklagte. Lindsey und der Staatsanwalt beschlossen kurzfristig, die Bestrafung zu suspendieren und den Jungen in die Obhut seiner Mutter zu entlassen. Lindsey besuchte anschließend die Familie zu Hause, die in bitterer Armut lebte. Der Junge hatte offenbar Kohle zum Heizen beschaffen wollen.
Lindsey beschrieb, wie er daraufhin nach neuen Wegen gesucht habe. Er stieß auf das Schulgesetz von Colorado aus dem Jahr 1899 (Colorado Session Laws 1899, Ch. 136), das Kinder in Not nicht als Kriminelle, sondern als Unruhestifter behandelte, die der Staat im Rahmen seiner Funktion als parens patriae als Schützlinge zu behandeln habe. Demgemäß hatte der Staat diese Delinquenten nicht zu bestrafen, sondern zu ihrem Besten zu handeln. Mit Einverständnis des Staatsanwaltes wendete Lindsey das Schulgesetz sinngemäß auf alle Kinder an, die gegen Gesetze verstießen und nun seinem Gericht überwiesen wurden. Mit dieser juristisch gesehen durchaus problematischen Auslegung des Gesetzes wurde die Grundlage für das Jugendgericht von Denver gelegt. Lindsey selbst beschrieb die Entstehung 1910 bildhaft:

“It was not a steel fire-escape built according to the statutory regulations. It was merely a wooden ladder rotting in a back yard. But it would reach the lower stories. […] Thus our ‘juvenile court’ was begun informally, anonymously, so to speak, but effectually. It was, as far as I knew, the first juvenile court in America and the simple beginning of a reform that has since gone round the world.”

„Es war keine nach den gesetzlichen Vorschriften errichtete Feuertreppe aus Stahl. Es war nur eine hölzerne Leiter, die in einem Hinterhof faulte, aber sie würde die unteren Stockwerke erreichen. […] So begann unser Jugendgericht ohne feste Form, sozusagen anonym, aber wirksam. Es war, soviel ich wußte, das erste Jugendgericht in Amerika und der schlichte Anfang einer Reform, die seither um die ganze Welt gegangen ist.“

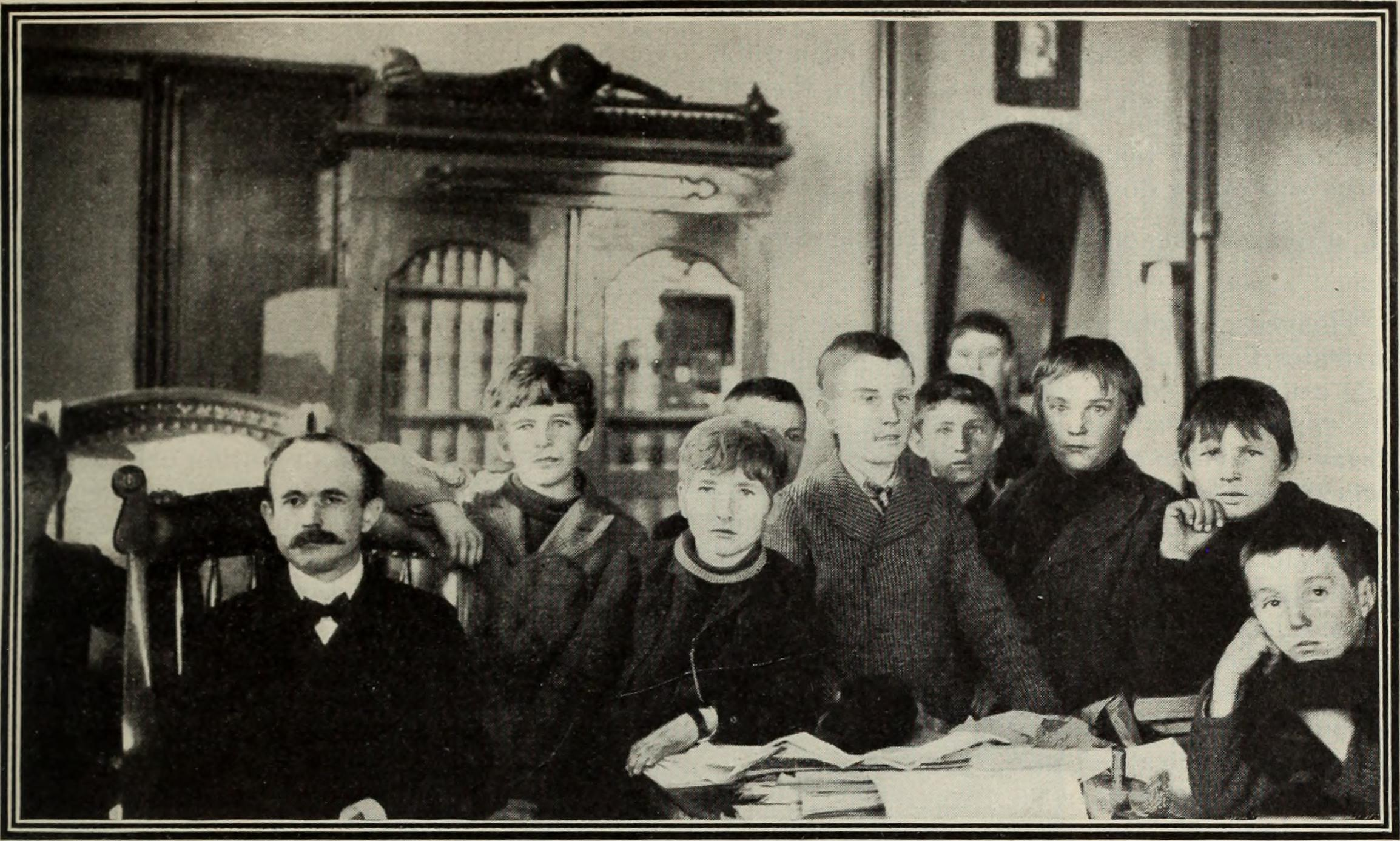
Richter Ben Lindsey empfängt Jungen in seinem Richterzimmer (Bericht des Juvenile Court von Denver, 1904).

Das erste amerikanische Jugendgericht war tatsächlich 1899 in Chicago auf maßgebliche Initiative des Chicago Women’s Club und der Hull-House-Gemeinschaft entstanden, allerdings durch ein eigenes Gesetz. Lindsey hingegen betonte seine Initiative mit einem „personal touch“ und einem Schwerpunkt auf dem Individuum. Er kam erst 1902 mit der Jugendgerichtsbewegung in Kontakt, die von Chicago ausgehend maßgeblich von Frauen, bzw. Reformerinnen und Reformern mit einem akademischen Hintergrund in Sozialwissenschaften und Psychologie getragen wurde. Aber Lindseys Gericht wurde schnell bekannt. 1904 veröffentlichte er die Broschüre The Problem of the Children and How the State of Colorado Cares for Them. Autoren landesweit erscheinender Magazine besuchten ihn in Denver. Berichte erschienen in bekannten Zeitschriften wie The Arena, Independent, The Literary Digest, The Outlook und World Today. Der bekannte Journalist Lincoln Steffens, der sich mit Enthüllungsgeschichten über politische Korruption in den Städten einen Namen gemacht hatte, interviewte Lindsey 1906 und veröffentlichte den dreiteiligen Artikel „The Just Judge“ (Der gerechte Richter) in McClure's.
Unterstützt von seiner Öffentlichkeitsarbeit konzipierte Lindsey Jugendgerichtsgesetze für Colorado. Der „Act Concerning Delinquent Children“, der 1903 verabschiedet wurde, orientierte sich zwar am Modell von Chicago und institutionalisierte Bewährungshelfer sowie Gerichtsärzte, schaffte aber Gerichtsverhandlungen für jugendliche Straftäter weitgehend ab. Die nötigen Maßnahmen und Strafen lagen stattdessen im Ermessen des Richters, d. h. Lindseys. Da nun auch festgelegt wurde, dass die „Juvenile Court“ genannten Jugendgerichte an den County Courts in Countys oder Städten mit mehr als 100.000 Einwohnern eigene Akten und Verzeichnisse über diese Fälle führen sollten, wird die Gründung des Jugendgerichts von Colorado im Allgemeinen auf das Datum der Verabschiedung dieses Gesetzes datiert, den 7. März 1903. Im ersten Jahr seines Bestehens berichtete Lindsey von 3.139 Gesprächen, die er mit Schützlingen seines Gerichts geführt habe, von 2.275 Berichten von Lehrern, 252 vermittelten Stellen, aber auch von 1.150 Bädern und 395 Kleidungsstücken, die Schützlinge erhalten hatten. Der Kriminologe Franklin Zimring sieht in diesen Zahlen einen Beleg, dass Jugendgerichtsreformer zwar rhetorisch die Abhängigkeit und Bedürftigkeit von Kindern und Jugendlichen betont hätten, um ein öffentliches Problembewusstsein zu schaffen, aber zugleich den Wert jugendlicher Autonomie zu schätzen wussten.

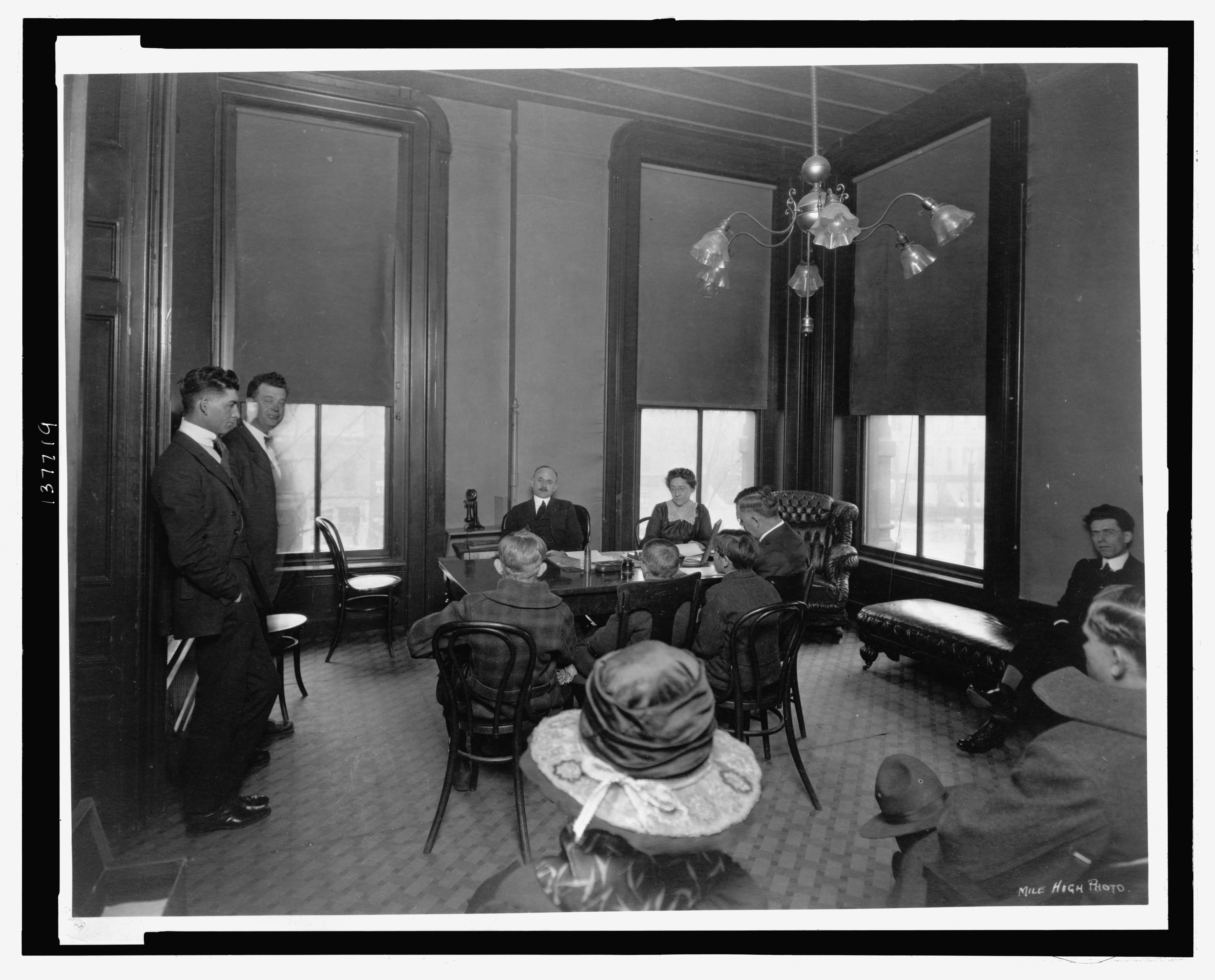
Richter Lindsey (am Tisch sitzend) verhandelt, rechts von ihm Ida Gregory (ca. 1910).

Den Gerichten wurde es ermöglicht, Jugendliche im Alter von 16 bis 21 Jahren zu den gleichen Bedingungen unter Bewährung zu stellen wie jüngere Kinder. Der Rechtshistoriker Sanford J. Fox beschreibt Lindseys Gericht als eine kraftvolle Maschine für Social Engineering, die von Polizeikorruption bis zu Spielplätzen alles verbessern wollte, was Kindern schaden könnte. Resozialisierung war wichtiger als die Einhaltung formaler Regeln. Lindsey wollte das Jugendgericht vollständig aus der Strafgerichtsbarkeit herausgelöst sehen. Damit trug er zu einer Neudefinition der Rolle des Richters als Jugendrichter bei. Die Verantwortung, Kinder zu bessern, lag im Verständnis der neuen Jugendrichter bereits in ihrer Verantwortung und nicht bloß in der Verantwortung der Besserungsanstalten. Das bedeutete aber auch, dass bestimmte rechtsstaatliche Prinzipien gering geschätzt wurden. So hielt Lindsey Anwälte in seinem Jugendgerichtssaal für überflüssig, weil das Gericht auch Verteidiger und Beschützer des Kindes sei. Mangel an Beweisen sollte nicht zu einem Freispruch führen, wenn der Richter wusste, dass die Jungen schuldig waren. Das barg Gefahren, denn ohne die Beachtung dieser strafprozessualen Formalien war, so Fox, kein rechtsstaatliches Verfahren im Sinne eines „due process of law“ gewährleistet.
Auch wenn der Erfolg des Jugendgerichts, wie es Lindsey konzipiert hatte, von der Person des Richters und nicht von der Arbeit der Bewährungshelfer abhing, funktionierte das Gericht auch während Lindseys Abwesenheit. Das lässt darauf schließen, dass die Bewährungshelfer eine größere Rolle spielten als Lindsey zugeben wollte. 1907 war er am Erlass eines Gesetzes beteiligt, das die Zuständigkeit des Jugendgerichts über die straffällig gewordenen Kinder hinaus auf vernachlässigte und unterhaltsberechtigte Kinder ausdehnte. Das Jugendgericht wurde als „Juvenile and Family Court of Denver“ auch zum Familiengericht, war damit Strafkammer und Vormundschaftsgericht zugleich und wurde zudem institutionell vom County Court getrennt. Berufungsinstanz wurde das Oberste Gericht von Colorado. 1909 versuchte Lindsey, mit dem Redemption of Offenders Act (Colorado Session Laws 1909:478, Ch. 199) die Prinzipien seines Jugendgerichtshofes auf die Strafjustiz insgesamt auszudehnen. Der reformorientierte Gouverneur John F. Shafroth bestand jedoch darauf, dies auf Vergehen zu beschränken.

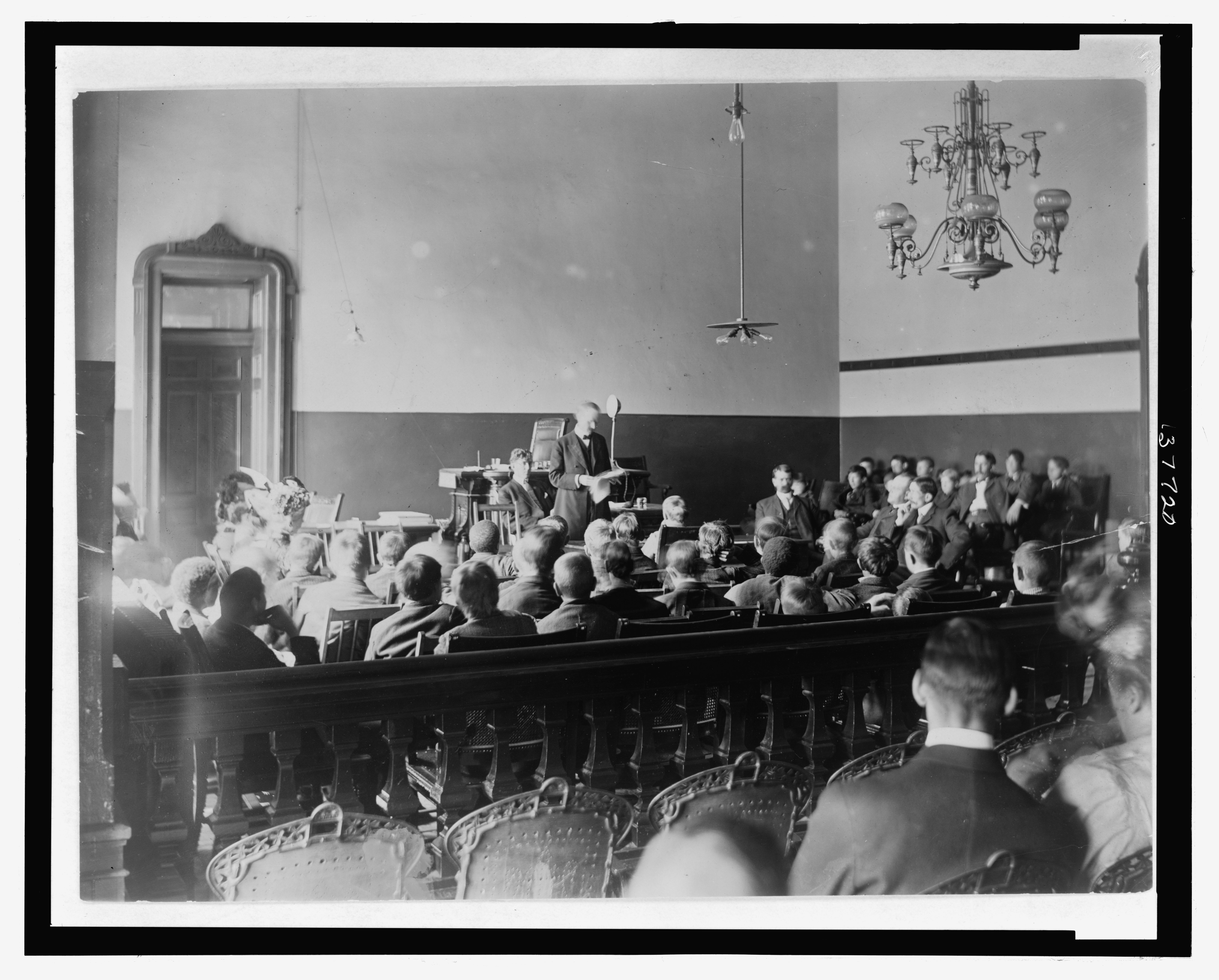
Samstägliches Treffen der Kinder mit Richter Ben B. Lindsey (ca. 1910).

Von wenigen Ausnahmen schwerster Vergehen abgesehen verurteilte Lindsey in seinem Gericht kaum einmal zu Haftstrafen, sondern setzte Strafen zur Bewährung aus unter der Bedingung, dass die Verurteilten sich regelmäßig beim Gericht meldeten. Während er Anwälte aus dem Gerichtssaal verbannte, auf seine Robe verzichtete und überhaupt selten auf seinem Richterstuhl Platz nahm, setzte er sich den Angeklagten auf einem Klappstuhl gegenüber, redete ihren Slang und bemühte sich, ihnen freundschaftlich zu begegnen. Jeden zweiten Samstagmorgen trafen sich Jungen in Lindseys Gerichtssaal im County Court. Lindsey hielt zunächst eine lehrreiche und unterhaltende Ansprache. Dann berichtete jeder der Jungen, und Lindsey lobte den Bericht oder zeigte sich enttäuscht. Sein Ziel war es, den Charakter der Jungen zu bilden.
Die Historikerin Elizabeth J. Clapp verortet Lindsey in einer älteren, maskulinen Reformtradition. Charakter war bei ihm männlich kodiert. Im Gegensatz zu den meisten Erziehungsratgebern seiner Zeit betonte er die Bedeutung des Vaters bei der Erziehung und übertrug seine eigene, bürgerlich geprägte Vorstellung von Maskulinität auf Jungen aus der Arbeiterklasse. Die Soziologen Paul Colomy und Martin Kretzmann weisen darauf hin, dass Lindsey jugendliche Delinquenz nicht von vornherein mit den sozialen Unterschichten assoziierte wie die Chicagoer Reformer. Sein Ansatz sei humanitär, individualistisch, aber auch anekdotisch gewesen. Beeinflusst vom Reformdarwinismus glaubte er an das Gute in jedem Menschen und hielt es für entscheidend, die Umwelt zu beeinflussen, um die guten Impulse in richtige Bahnen zu lenken. So schätzte er die Loyalität der Mitglieder jugendlicher „Gangs“ und Banden untereinander und versuchte nicht, diese sozialen Strukturen zu zerschlagen, sondern in einem positiven Sinne zu kanalisieren. Sein Jugendgericht sollte nicht strafen, sondern

“remove the pressure of evil upon the child by improving or changing his environment, and by offering him opportunity hitherto denied him.”

„den Druck des Bösen vom Kind nehmen, indem seine Umwelt verbessert oder verändert wird und ihm die Chance gegeben wird, die ihm zuvor verwehrt wurde.“

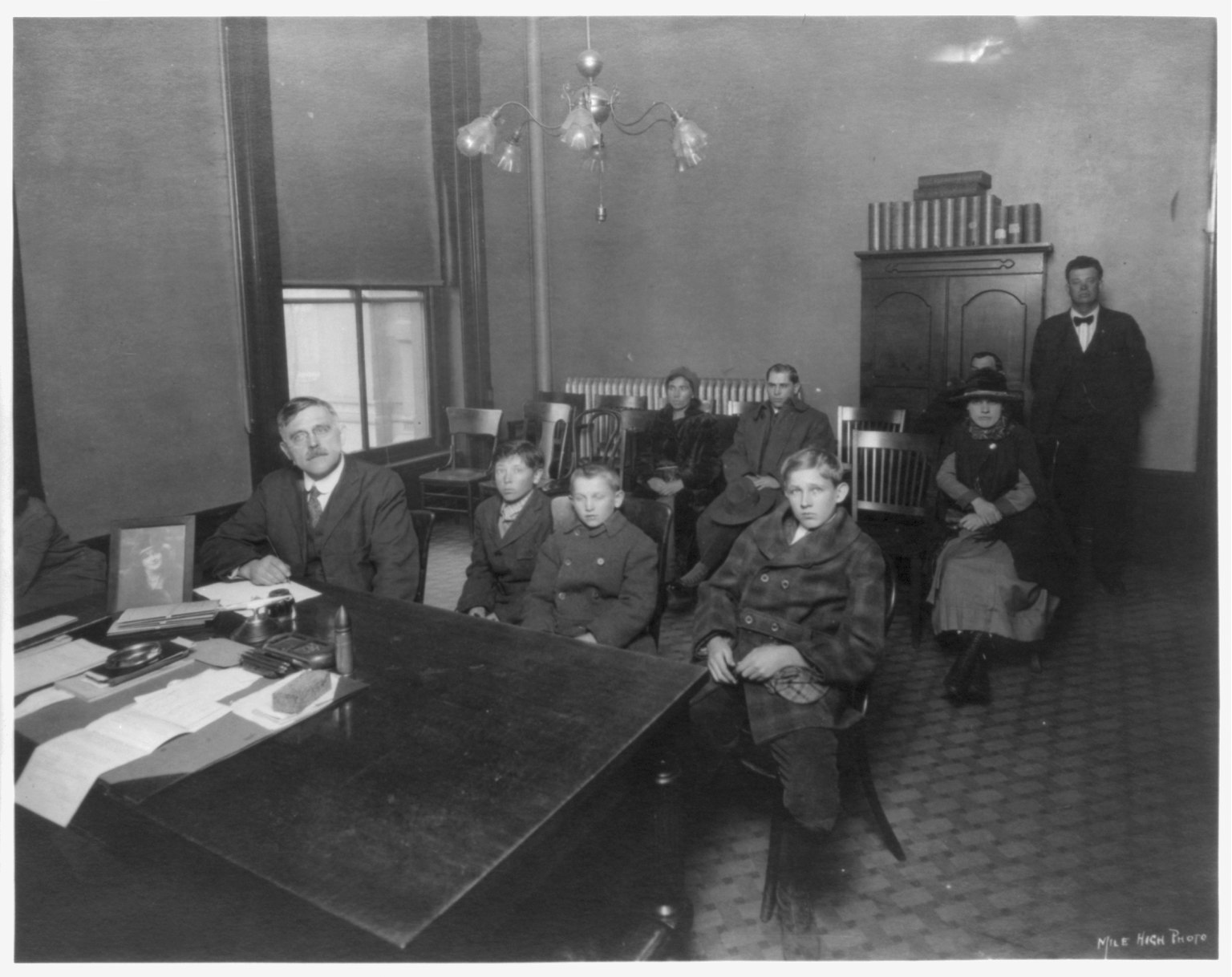
Blick in Lindseys Richterzimmer während einer Verhandlung (ca. 1910)

Eine Bestätigung seiner Ansichten fand er in den Schriften des Psychologen G. Stanley Hall, mit denen er nach der Veröffentlichung von Halls Hauptwerk Adolescence im Jahr 1904 bekannt geworden zu sein scheint. Indem Lindsey in den Delinquenten vor allem Kinder sah, die Schutz und Hilfe brauchten, repräsentierte er den paternalistischen Ansatz der Reformer des amerikanischen Progressivismus. Der Historiker R. Todd Laugen weist darauf hin, dass Lindsey väterliche und mütterliche Rollenvorstellungen in der Hoffnung kombinierte, dass sein Gericht die Rolle von Ersatzeltern übernehmen könnte. 1903 stellte Lindsey mit Ida Gregory eine Gerichtsschreiberin an, die als weibliche Hilfsrichterin fungierte, wenn er mit jungen Mädchen und Frauen zu tun hatte. Sie sei „a mother and a good woman“ (eine Mutter und eine gute Frau), betonte er. Ab 1910 assistierte ihm regelmäßig Josephine Roche, die sich auch mit den urbanen Gefährdungen für weibliche Heranwachsende in Denver beschäftigte. Sie und Lindsey kämpften gegen Prostitution, für höhere Löhne und bessere Arbeitsbedingungen für Frauen. Später war es dann seine Ehefrau, die ein stets offenes Büro neben Lindseys Richterzimmer hatte. Die meisten Fälle des Jugendgerichts in Familienangelegenheiten wurden informell erledigt, ab 1920 zudem vom Domestic Relations Department. Kinder kamen auch freiwillig zu Lindsey, um sich Hilfe zu holen.
Mit dem Adult Contributory Delinquency Law von 1903, das Eltern für Delinquenz ihrer Kinder verantwortlich machte und eine Handhabe schuf, Erwachsene, z. B. Schankwirte oder Arbeitgeber, strafrechtlich zu verfolgen, wenn sie Delinquenz förderten, zeichnete Lindsey für einen neuartigen Ansatz im Umgang mit Jugendkriminalität verantwortlich. Elizabeth Clapp sieht darin Lindseys wichtigsten Beitrag zur Jugendgerichtsbewegung. Es war zugleich ein Beispiel dafür, dass das Jugendgericht nicht einfach Gesetze umsetzte, sondern dass Lindsey, wenn er bei seiner Tätigkeit als Jugendrichter Bedarf sah, entsprechende Gesetzgebung initiierte. Lindsey glaubte, dass sein Jugendgericht zur Aburteilung solcher Fälle, zu denen auch viele Fälle von Vergewaltigung und sexuellem Missbrauch in der Familie gehörten, besser geeignet sei als die regulären Gerichte, deren ausschließlich männliche Geschworene die Angeklagten oft freisprächen. Gleichzeitig griff Lindsey gesellschaftliche und moralische Probleme auf, in denen er Ursachen jugendlicher Kriminalität sah. Lindseys Kampagne für das Jugendgericht richtete sich daher auch auf soziale und politische Reformen, welche die ökonomischen Interessengruppen nicht aussparte, in denen er die eigentlichen Verantwortlichen für die gesellschaftlichen Missstände sah.

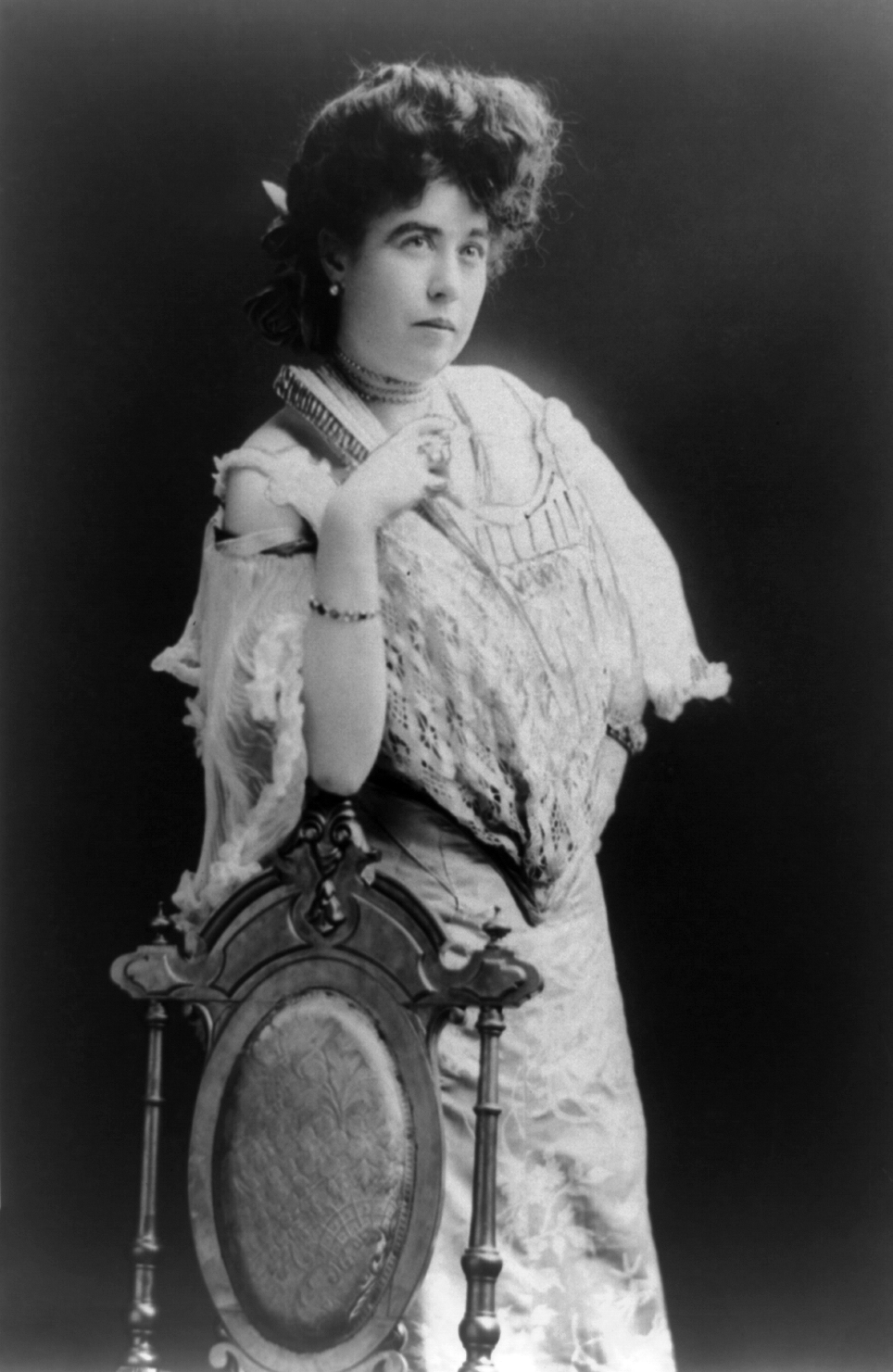
Margaret „Molly“ Brown

Neben seinen strafrechtlichen Reformprojekten engagierte sich Lindsey für die Jugendfürsorge. Er begründete in Denver eine Juvenile Aid Society, später Juvenile Association for the Protection and Betterment of Children genannt. Dabei wurde er von der reichen Philanthropin Margaret Tobin Brown, besser bekannt als Molly Brown, unterstützt. Brown war eine erfolgreiche Spendensammlerin und hatte bereits die Gelder für den Bau der Cathedral Basilica of the Immaculate Conception gesammelt. Sie veranstaltete eine jährliche Wohltätigkeitsveranstaltung im Namen des Jugendgerichts und rührte für die Sache die Werbetrommel. Über die Jahre kamen zehntausende Dollar zusammen, mit denen öffentliche Spielplätze, Kindertagesstätten, ein spezielles Heim zur Arrestierung von Jugendlichen und im Gerichtsgebäude sanitäre Einrichtungen für obdachlose Kinder gebaut wurden.
Zwar wurde das Chicagoer und nicht Lindseys Jugendgericht zum Vorbild für die meisten anderen amerikanischen Bundesstaaten, aber nach Einschätzung von Elizabeth Clapp gelang es Lindsey als einem ausgesprochen wirksamen Publizisten doch, die Jugendgerichtsbewegung in der Öffentlichkeit zu dominieren. Zunächst in Denver, dann aber auch landesweit wurde Lindsey als „The kids’ judge“, „The Just Judge“ oder „The Denver Boys’ Best Friend“ bekannt. 1907 übernahm er die Präsidentschaft der neu gegründeten International Juvenile Court Association. Dabei war sich Lindsey der Bedeutung guter Presse bewusst, bot Anekdoten über seine Erlebnisse als Jugendrichter und trat als Redner auf.
Um die Sache einem breiteren Publikum bekannt zu machen, wirkte Lindsey an dem Film Saved by the Juvenile Court (1913) mit. Der freie Regisseur Otis B. Thayer, der auf der Suche nach Motiven und Geschichten durch den amerikanischen Westen reiste, war nach Denver gekommen und auf Lindsey aufmerksam geworden. Der Journalist George Creel erkannte die Gelegenheit, die Reformsache noch bekannter zu machen. Nach einem Szenario Creels traten Lindsey und Ida Gregory in einem Akt des später dreiaktigen Films auf. Gezeigt wurde Lindsey im Kreis seiner Schützlinge und bei einer Verhandlung. Thayer fügte dem Film Szenen hinzu, die er beim Rodeo in Cheyenne (Wyoming) gedreht hatte. Da die Rodeo-Szenen bei Filmvorführungen mehr Publikum anzogen, wurde der Titel zu Ride ’em Cowboy geändert. Als Creel Polizeipräsident von Denver geworden war, wurde der Film auch Denver’s Underworld betitelt.
Ein weiteres Mal trat Lindsey für den Spielfilm The Soul of Youth (1920) vor die Kamera. In sechs Akten mit 80 Minuten Spielzeit wird darin die Geschichte des Jungen Ed Simpson (Lewis Sargent) erzählt, der als ungeliebtes Kind in Waisenhäusern aufwächst. Zuneigung empfindet er erstmals zu einem Hund, mit dem er aus dem Waisenhaus flieht. Mit einem Kameraden kommt er an verräterische Papiere, durch die ein korrupter Politiker die Wahlen verliert. Der siegreiche Politiker adoptiert Ed. Vor den Jugendrichter Lindsey kommt Ed, als er aus Hunger auf der Flucht gestohlen hat. Das Drehbuch stammte von Julia Crawford Ivers. Sie hatte Lindsey zuvor in Denver besucht und ihn auch dafür gewonnen, sich selbst zu spielen. Regie führte William Desmond Taylor, von dem berichtet wird, dass er neun Jahre zuvor auf Wanderschaft selbst vor Lindsey wegen Landstreicherei angeklagt war. Einmal in Hollywood, verlangte Lindsey allerdings eine Verdopplung seiner Gage. Sonst würde er nicht in dem Film auftreten. Die Produzenten Jesse L. Lasky und Adolph Zukor erfüllten seine Forderung, aber Regisseur Taylor wollte den Film daraufhin eigentlich nicht mehr drehen. Er sah in dem Projekt ohnehin ein überlanges politisches Traktat. Mit Unterstützung seines Bühnenbildners George Hopkins beschloss er, dem Film eine schockierende Szene hinzuzufügen. Darin sollen Ed und Kameraden in einem Bordell für Männer in die Prostitution verkauft werden. Der fertige Film wurde deshalb in einigen Staaten verboten bzw. zensiert.

### Reformer in Colorado
Bereits 1901 schmiedete Lindsey Koalitionen mit anderen Reformgruppen, indem er den Alkoholausschank in Denver als jugendgefährdend kritisierte. Damit gewann er die Unterstützung der Abstinenzbewegung. Er holte sich Hilfe von der Ladies of West Side Neighborhood Home, dem Woman’s Club und der Handelskammer von Denver. Außerdem gründete er die Woman’s Non-Partisan Juvenile Court Association, die Denver Christian Citizenship Union, die Juvenile Improvement Association und die Playground Commission. Mit seinen Aktivitäten zog sich Lindsey die Feindschaft der politischen Parteiorganisation der Demokraten zu, die bei den Richterwahlen von 1902 den Gegenkandidaten unterstützte. Im November 1902 gewann Lindsey trotzdem die Wahl mit 2000 Stimmen Vorsprung. Auf nationaler Ebene baute er Beziehungen zu einflussreichen Reformern wie Theodore Roosevelt und Lincoln Steffens auf. Die öffentliche Meinung war Lindseys wichtigstes Pfund, wenn er sich um die Wiederwahlen für sein Richteramt bemühte. Für viele Bürger Denvers, so Campbell, verkörperte Lindsey die Essenz der progressiven Reformbewegung.
Nachdem er im Vorfeld der Richterwahlen von 1904 die Unterstützung der Reformgruppen in Colorado über Parteigrenzen hinweg erfahren hatte, entschloss sich Lindsey 1906, als Gouverneur zu kandidieren. Der Gewinner der Gouverneurswahlen von 1904, der Demokrat Alva Adams, war unter dem Vorwurf des Wahlbetrugs des Amtes enthoben worden. Die Republikaner hatten dazu die Stimmen ganzer Wahlbezirke mit demokratischer Mehrheit für ungültig erklärt. 1906 trat Adams erneut an. Lindsey sah sich deshalb gezwungen, als unabhängiger Kandidat anzutreten. Der republikanische Kandidat Henry Augustus Buchtel setzte sich mit deutlichem Vorsprung durch, während Lindsey nur knapp mehr Stimmen als der Sozialist Bill Haywood erhielt.

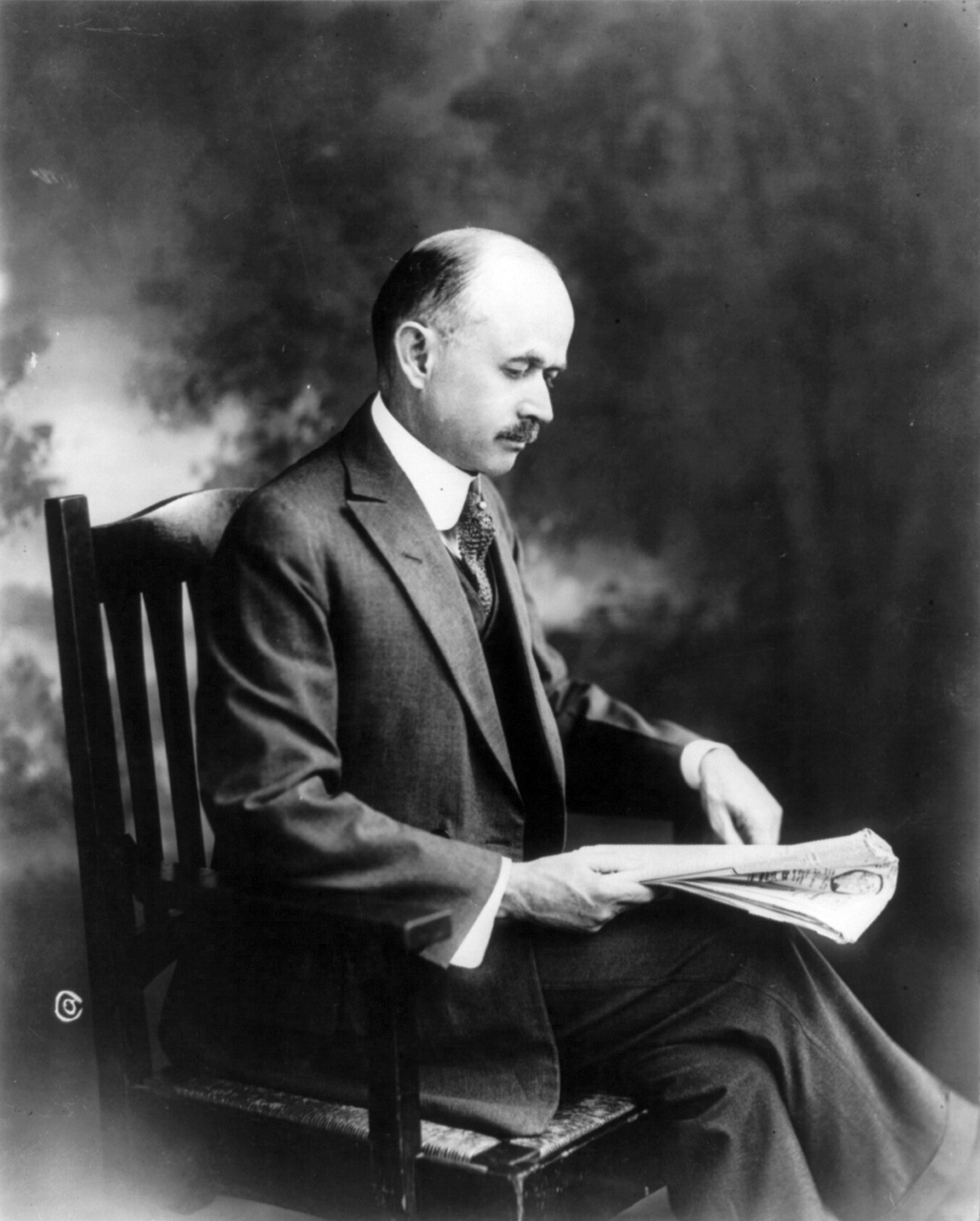
Porträt (1918)

Lindsey war sich darüber im Klaren, dass nun keine Partei mehr seine Kandidatur für das Richteramt unterstützen würde. Er profilierte sich umso mehr als unabhängiger Reformer. Seine Reformagenda richtete sich an die protestantische Wählerschaft, ohne dass er öffentlich einen bestimmten Glauben favorisiert hätte. Ähnlich wie Theodore Roosevelt assoziierte er Reformen mit männlichen Tugenden, mit denen Parteibindungen, Rituale und Patronage abgelöst werden sollten. Für den Historiker R. Todd Laugen war Lindsey das beste Beispiel dafür, welche Möglichkeiten man ausschöpfen konnte, wenn man Ämter und Einfluss erlangen wollte, ohne sich den Parteiorganisationen zu verpflichten. Insbesondere appellierte Lindsey an die weiblichen Wähler, denen er sich als unabhängiger Gegner der Korruption und Beschützer der Familien präsentierte. Bei den Richterwahlen von 1908 trat er als unabhängiger Kandidat an. Vor allem Frauen machten an den Wahllokalen Wahlkampf für Lindsey. Lindsey gewann die Wahl mit einem überraschend großen Vorsprung von über 10.000 Stimmen.
Den Hebel für Reformen sah Lindsey in direkter Demokratie. 1905 organisierte er mit Edward P. Costigan, reformorientierter Republikaner und inzwischen Staatsanwalt, die State Voters’ League, um Öffentlichkeits- und Lobbyarbeit für Gesetzesvorhaben zu betreiben. Bereits 1896 hatte sich in Colorado eine Gruppe der Direct Legislation League gegründet, einer Lobbyorganisation, die plebiszitäre Mechanismen für Gesetzgebung installieren wollte. Hier wirkten Vertreter der Gewerkschaften, verschiedene Frauenorganisationen und einzelne Mitglieder der Demokraten und Republikaner mit. Lindsey übernahm die Führung mit dem Anspruch, Denver und Colorado zur besten Demokratie der Nation zu machen. Mit John F. Shafroth wurde 1908 ein Politiker zum Gouverneur gewählt, der Forderungen nach direkter Demokratie in sein Wahlkampfprogramm aufgenommen hatte. Mit Unterstützung Lindseys, Theodore Roosevelts und anderer Reformkräfte wurde im August 1910 im Parlament eine Verfassungsänderung durchgesetzt, die Volksabstimmungen und Gesetzesinitiativen durch die Wählerschaft ermöglichte. Bei den Wahlen im November 1910 bestätigten 75,4 % der Wähler die Verfassungsänderung. Bei den Wahlen von 1912 versuchten insbesondere Lindsey und die Direct Legislation League die Gelegenheit zu nutzen. Sie legten über zwanzig Gesetzesinitiativen und sechs Referenden vor. Einige von Lindseys Gesetzesvorhaben wie die Einführung des Achtstundentags für Frauen, von Mütterrenten oder auch eine Verfassungsänderung, welche die Eigenständigkeit das Jugendgerichts festschrieb, fanden Zustimmung, andere wie zur Prohibition nicht. Doch auch die Kapitalgesellschaften, die Lindsey bekämpfte, nutzten die Möglichkeiten der direkten Demokratie und untergruben mit eigenen Initiativen Lindseys Versuch, die Versorgungsunternehmen und Verkehrsbetriebe zu regulieren und in die öffentliche Hand zu bekommen.

George Creel (1917)

Größtes Feindbild der Reformer in Denver war Bürgermeister Robert W. Speer, der als Kopf der korrupten demokratischen Parteiorganisation galt. Ihn hatte Lindsey 1908 in der Broschüre The Plutocracy in Colorado angegriffen, die er mit Unterstützung der Autorin Ellis Meredith geschrieben hatte. Darin klagte Lindsey die Versorgungsbetriebe in Colorado an, dass sie aus wirtschaftlichen Interessen Einfluss auf die demokratische, aber auch die republikanische Partei nehmen würden. Im selben Jahr besuchte der Journalist Upton Sinclair Denver und brachte ihn mit John O’Hara Cosgrave, dem Herausgeber des auflagenstarken Everybody’s Magazine, in Kontakt. Cosgrave schickte seinen Autor Harvey O’Higgins nach Denver, der die Broschüre gemeinsam mit Lindsey überarbeitete. Von November bis Mai 1910 erschien der Text als Serie unter dem Titel The Beast and the Jungle im Everybody’s Magazine und noch im selben Jahr in Buchform unter dem Titel The Beast. Aus der trockenen Prosa des Juristen Lindsey war eine halb-autobiographische Schilderung von Lindsey dem Richter im Kampf mit dem politischen System geworden. Es wurde der Schaden herausgestellt, den Kinder unter dem bestehenden politischen System nahmen und gezeigt, dass das „System“ nicht nur in Colorado, sondern im gesamten Land existierte. Als „Bestie“ erschien dabei die finstere, schattenhafte Macht der großen Unternehmen und Aktiengesellschaften, welche die Fäden der Politik zu ihren Gunsten zogen.
Der Journalist George Creel, auch ein Kritiker Speers, fasste Lindseys Intention zusammen:

“For twenty years the honest men and women of Colorado have been fighting for fairer and better things; but it remained for Judge Lindsey to make the struggle real and vivid by linking Special Privilege with Vice and Crime, and connecting political corruption with the sufferings of little children.”

„Zwanzig Jahre lang haben die rechtschaffenen Männer und Frauen von Colorado für gerechtere und bessere Dinge gekämpft; aber es blieb Richter Lindsey vorbehalten, daraus einen wirklichen und klaren Kampf zu machen, indem er die besonderen Privilegien auf Laster und Verbrechen zurückführte und politische Korruption mit den Leiden kleiner Kinder verband.“

Der Kampf um die Wasserversorgung Denvers einte die reformorientierten Organisationen und führte zur Gründung der Citizens’ Party. Lindsey, Creel, Costigan und Josephine Roche gründeten außerdem die Non-Partisan Charter League mit dem Ziel, eine neue Stadtverfassung für Denver mit einer sogenannten „commission form of government“ durchzusetzen, welche die Einflussmöglichkeiten des Bürgermeisters zugunsten von Expertengremien beschnitten hätte. Zwar scheiterte dieses Vorhaben, aber die Art und Weise, wie Speer gegen die Reformer vorgegangen war, trug zu seiner Abwahl bei. In den Wahlen vom Mai 1912 gelang es, Speer als Bürgermeister abzuwählen. Lindsey gewann in einem der Wahlbezirke von Denver, die zu Speers Hochburgen zählten, und legte Wert darauf, Wahlbetrug unterbunden zu haben. Mit dem Verlust des gemeinsamen Feindbilds Speer begann die Reformkoalition in Streitigkeiten zu zerfallen. Der neue Bürgermeister, Henry J. Arnold, setzte zwar 1913 die Einrichtung einer „commission form of government“ durch. Aber im Frühjahr 1916 wurde erneut Speer zum Bürgermeister gewählt und nutzte die Möglichkeit der direkten Demokratie, um eine neue Stadtverfassung verabschieden zu lassen, die ihn zum Bürgermeister mit den weitreichendsten Vollmachten in den USA machte.

### Unterstützung nationaler Reformanliegen
The Beast erregte nicht nur in Colorado Aufsehen. Es gab Stimmen, die darin das beste Beispiel investigativen Journalismus („Muckraking“) überhaupt sahen. Lindsey engagierte sich für weitere Reformanliegen wie die Beschränkung der Kinderarbeit, Arbeitsschutz, Frauenwahlrecht und Gefängnisreform. So schrieb er mit George Creel und Edwin Markham 1914 Children in Bondage, das die Ausbeutung durch Kinderarbeit kritisierte. Nachdem er zunächst Woodrow Wilson unterstützt hatte, beteiligte sich Lindsey 1912 nicht nur an der Gründung der Progressive Party und unterstützte Theodore Roosevelts Präsidentschaftskandidatur. Er machte sich auch – vergebliche – Hoffnungen, von Roosevelt als Kandidat für die Vizepräsidentschaft ausgewählt zu werden. Nachdem die Kandidaten der Progressive Party in Colorado bei den Wahlen vom November 1912 gescheitert waren, erlitt Lindsey im Frühjahr 1913 einen Zusammenbruch, von dem er sich in John Harvey Kelloggs Battle-Creek-Sanatorium erholte. Im Dezember 1913 heiratete er die 25 Jahre alte Henrietta Brevoort aus Detroit, mit der er 1925 eine Tochter adoptierte. Im Jahr 1914 belegte Lindsey bei einer Umfrage unter den Lesern des The American Magazine nach den größten lebenden Amerikanern den achten Platz, den er sich mit dem Industriellen und Philanthropen Andrew Carnegie und dem Prediger Billy Sunday teilte.

Henrietta Lindsey und Ben Lindsey mit Pearl Jolly, Mary Petrucci und M.H. Thomas (v. l. n. r.), Ehefrauen von Bergarbeitern aus Ludlow

Nach dem Ludlow-Massaker in Colorado 1914 begleitete Lindsey eine Frauendelegation nach Washington, D.C., um von Präsident Woodrow Wilson angehört zu werden. Seine öffentliche Unterstützung der Opfer machte ihm Feinde in Colorado. Zugleich verließen Freunde und Unterstützer wie Edward P. Costigan oder George Creel Colorado. Gouverneur John F. Schafroth ging 1913 in den Senat der Vereinigten Staaten nach Washington. In dessen Nachfolger Lawrence C. Phipps sah Lindsey einen Feind. Trotzdem konnte sich Lindsey zumindest auf die Unterstützung aus ärmeren Bezirken Denvers mit vielen Immigranten verlassen.

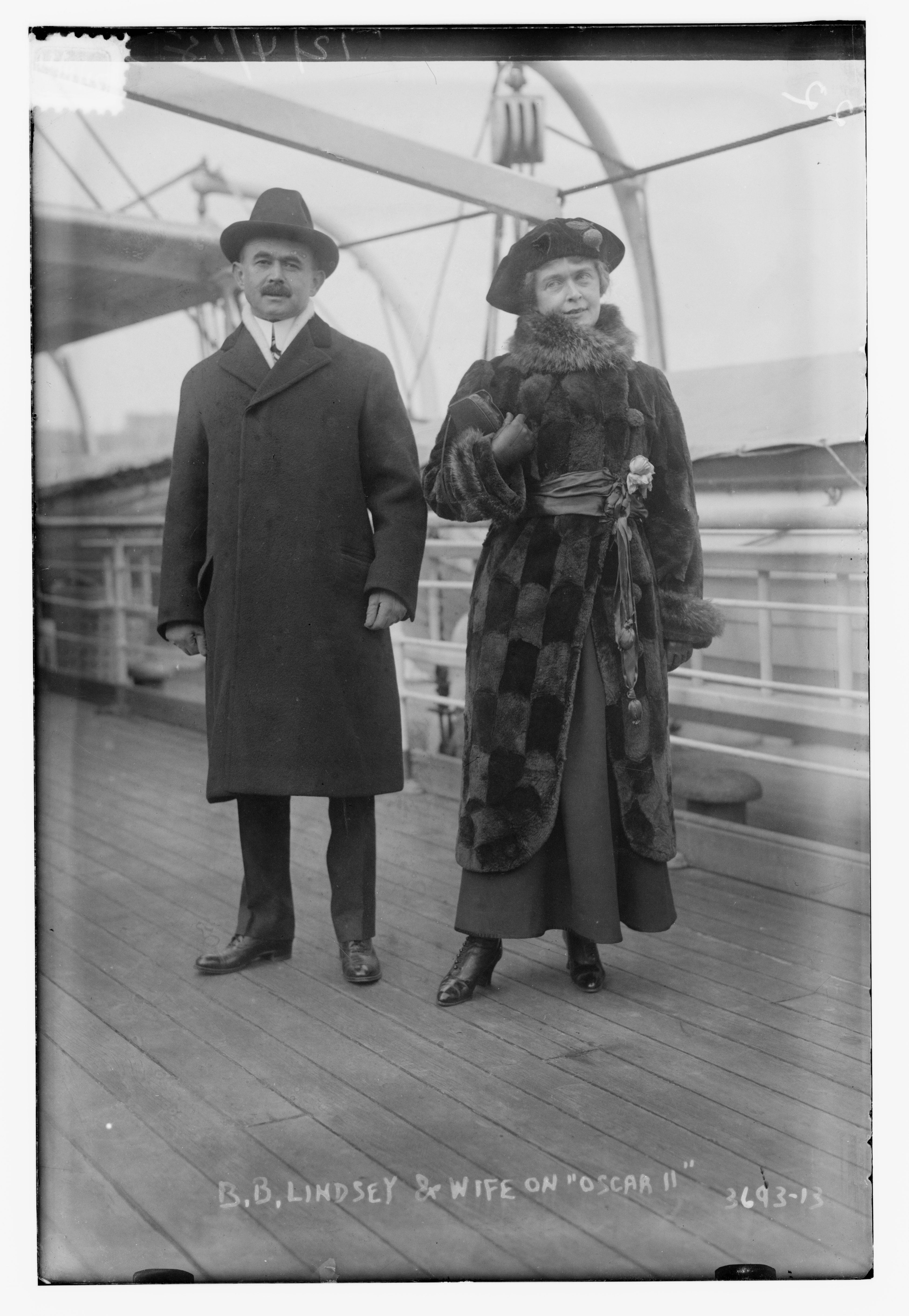
Ben Lindsey und seine Frau Henrietta auf der Oscar II, dem „Friedensschiff“ Henry Fords, 1915.

Im Dezember 1915 nahm Lindsey an Henry Fords Friedensmission mit dem sogenannten Peace Ship nach Europa teil. Ford hatte sich klar gegen den Krieg ausgesprochen. Ende 1915 ließ er sich von der ungarischen Pazifistin Rosika Schwimmer überzeugen, im Sinne des Internationalen Frauenfriedenskongresses vom April 1915 ein „Peace Ship“ („Friedensschiff“) mit amerikanischen Persönlichkeiten nach Europa zu schicken, um neutrale Nationen für einen Vermittlungsprozess zu gewinnen. Prominente wie Thomas Edison, Luther Burbank oder William Jennings Bryan sollten dabei sein, sagten aber früher oder später ab. Am Ende gehörte Lindsey neben dem Zeitungsherausgeber S. S. McClure und Louis B. Hanna, dem Gouverneur von North Dakota, zu den bekanntesten Persönlichkeiten an Bord. Die Reise entwickelte sich chaotisch. Als die Reisenden eine Resolution unterschreiben sollten, die Wilsons Rede vom 7. Dezember 1915 vor dem Kongress zur „preparedness“, der Vorbereitung der USA auf einen militärischen Konflikt, verurteilen sollte, lehnte Lindsey dies als unpatriotischen Akt ab und drohte, das Schiff im nächsten Hafen zu verlassen. Als das Schiff in Norwegen ankam, war es Ford, der in die Vereinigten Staaten zurückreiste, während die Delegation noch nach Stockholm, Kopenhagen und – nach einer Reise in einem versiegelten Zug durch deutsches Gebiet – nach Den Haag fuhr, um den amerikanischen Friedenswillen zu demonstrieren. Hier konstituierten die Delegierten eine Neutral Conference for Continuous Mediation, die sich bis Anfang 1917 traf. Lindsey und seine Frau hatten sich schon nach Fords Abreise der Mission nicht mehr verpflichtet gefühlt und mit Schwimmer überworfen. Sie kehrten am 19. Januar 1916 aus Den Haag nach Denver zurück. Bei der Präsidentschaftswahl von 1916 unterstützte Lindsey Präsident Wilson und profitierte selbst von dessen großem Wahlerfolg.

### Kampagne für die „Kameradschaftsehe“

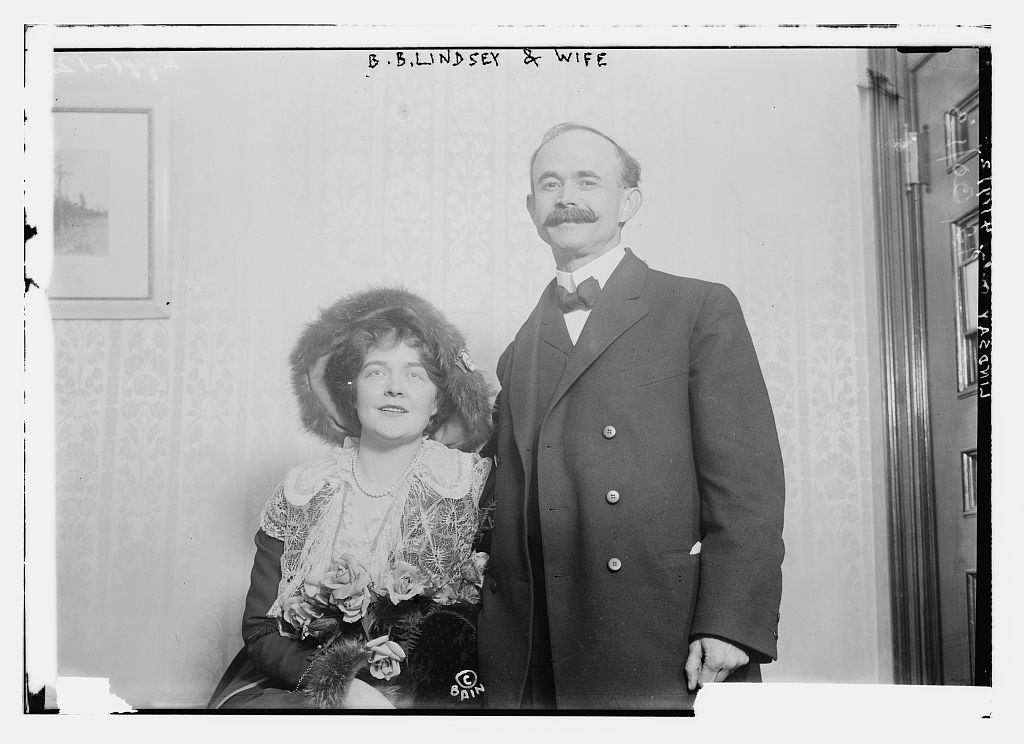
Benjamin Barr Lindsey und Henrietta Lindsey, circa 1912

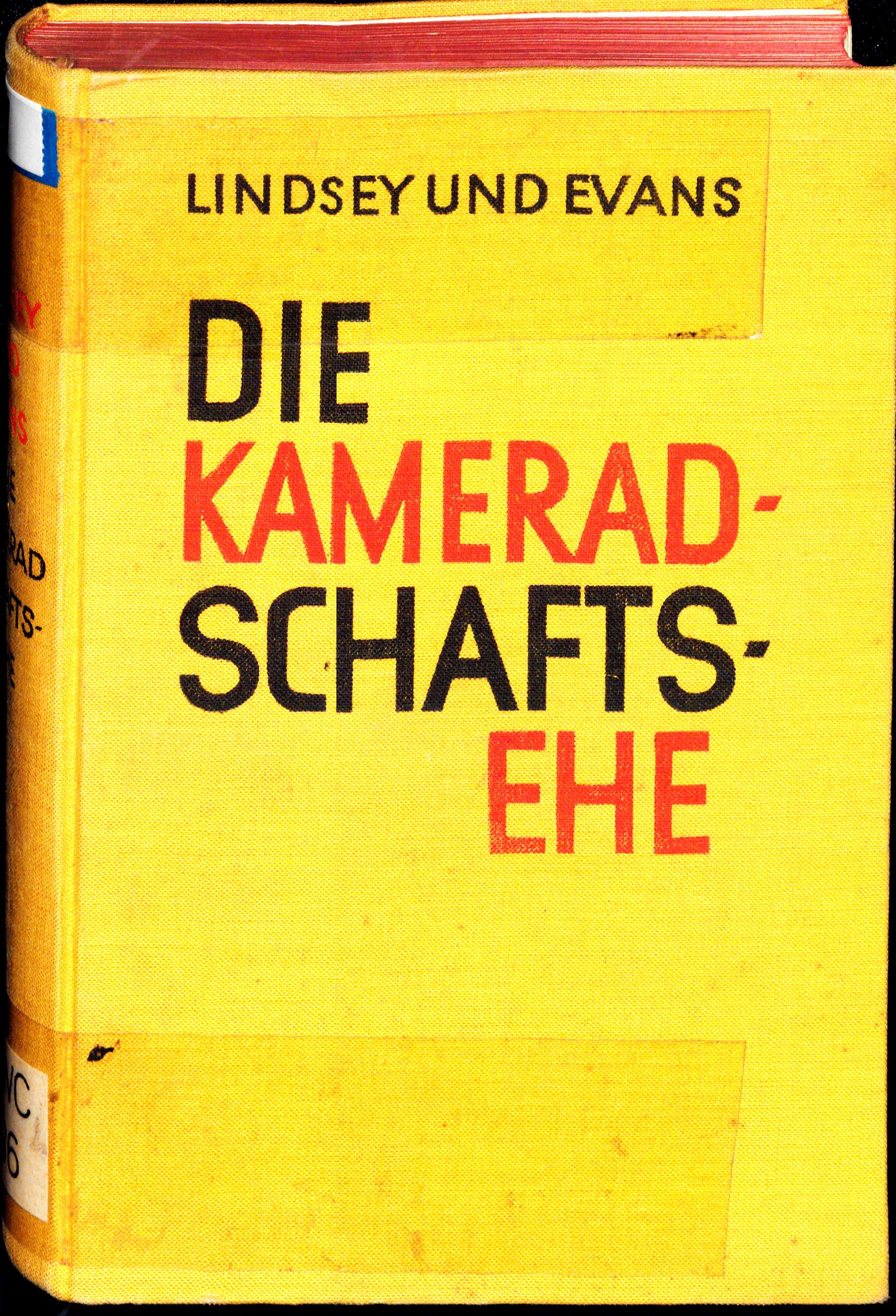
Deutsche Ausgabe 1928

In den 1920er Jahren engagierte sich Lindsey für sexuelle Aufklärung. Er setzte sich öffentlich dafür ein, dass Frauen der Zugang zu Mitteln zur Empfängnisverhütung erleichtert würde, und fand dabei die Unterstützung Margaret Sangers. Die bürgerlichen Frauengruppen, die ihn lange unterstützt hatten, gingen dagegen in diesem Punkt auf Distanz. In seinem mit dem Journalisten Wainwright Evans verfassten The Revolt of Modern Youth (1924 zunächst als Artikelserie in Bernarr Macfaddens Magazin Physical Culture, 1925 als Buch erschienen) kritisierte er die herrschende Anschauung zur Sexualität und beschrieb den Kampf gegen sexuelle Unterdrückung als einen Kampf der Generationen. Die moderne Jugend rebelliere instinktiv gegen Tabus, Aberglauben, Intoleranz und Heuchelei. Anhand von Fällen, die er als Richter erlebt hatte, hielt Lindsey den Erwachsenen Einfältigkeit vor, wenn sie glaubten, die jungen Leute in sexueller Unwissenheit halten und deren Reinheit durch harte Strafen verteidigen zu können. Insbesondere hielt er es für schädlich, junge Mädchen zu verdammen, die den Weg der Tugend verlassen hatten. Mit der einfachen Wahrheit ihrer vitalen Sexualität, so glaubte Lindsey, würde die Jugend die Welt retten. Zu den Artikeln gingen hunderte Leserbriefe mit meist positiven Rückmeldungen ein. Das die Jugend idealisierende Buch war ein großer Verkaufserfolg. Es wurde ins Deutsche, Niederländische, Schwedische und Japanische übersetzt.
Zwei Jahre später akzeptierten Lindsey und Evans die Einladung der Frauenzeitschrift Red Book Magazine, eine Artikelserie über die Ehe zu veröffentlichen. Dabei verwendeten sie in der Februarausgabe von 1927 erstmals den Begriff „The Companionate Marriage“ („Die Kameradschaftsehe“). Geprägt hatte den Begriff der Sozialwissenschaftler Melvin M. Knight (1887–1981) für Ehen, die kinderlos bleiben sollten, weil sie auf Kameradschaft beruhten.
Lindsey hingegen bezeichnete damit eine neue rechtliche Form von Ehe. Er definierte:

“Companionate Marriage is legal marriage, with legalized Birth Control, and with the right to divorce by mutual consent for childless couples, usually without payment of alimony.”

„Unter Kameradschaftsehe verstehe ich eine rechtskräftig geschlossene Ehe, mit gesetzlich anerkannter Geburtenkontrolle und dem Recht für kinderlose Paare, sich mit beiderseitiger Einwilligung jederzeit scheiden lassen zu können, ohne daß für gewöhnlich Unterhaltsbeiträge zu zahlen sind.“

Aus der Ehe hoffte Lindsey dadurch eine moderne Institution frei von moralischer Heuchelei zu machen. Dabei verteidigte er traditionelle Werte. Es ging ihm um den Schutz der Ehe und darum, den steigenden Ehescheidungsraten entgegenzusteuern. Er idealisierte die Kernfamilie und wollte sicherstellen, dass Schwangerschaften gewollt waren. Mit der Geburt des ersten Kindes sollte aus der Kameradschaftsehe eine gewöhnliche Ehe werden. Die Kameradschaftsehe sei außerdem nichts Neues, insistierte Lindsey, sondern bereits gelebte Realität unter gebildeten und wohlhabenden Paaren der Mittelschicht. Nach seiner Erfahrung als Richter würden Eheleute Ehebruch nicht nur begehen, sondern auch rechtfertigen, weil sie keinen Grund sähen, warum dies nicht zur Ehe gehören sollte. Sein Programm blieb hinter dem zurück, was frühe Vertreter der freien Liebe gefordert hatten. Sexualreformer der 1920er-Jahre setzten nicht bei der Institution der Ehe an, sondern bei der Sexualität selbst.
Wie die Historikerin Christina Simmons ausführt, wurde beim Konzept der Kameradschaftsehe zwar weniger Wert auf die Fortpflanzung gelegt und auch die neuen vorehelichen Rollen der Frauen in der Gesellschaft der 1920er-Jahre, nämlich Unabhängigkeit und Individualität, berücksichtigt, aber das Ziel war dennoch, dass die Kameradschaftsehe nur eine Phase sein sollte, bevor ein Paar schließlich Kinder bekommen würde. Mutterschaft der Frau war weiterhin das höchste Ziel von Reformern wie Lindsey. Dieses Ziel teilte man mit der eugenischen Bewegung, und Lindsey griff auch auf eugenische Rhetorik und Themen zurück. Einerseits warnte er, ein Verbot von Verhütungsmitteln würde es den „Degenerierten“ und „sozial Inkompetenten“ erlauben, sich ungehindert zu vermehren. Anderseits versprach er, durch die Kameradschaftsehe würden junge Leute mit wertvollen physischen und intellektuellen Fähigkeiten ermutigt, zu heiraten und Eltern zu werden. Dessen ungeachtet stieß Lindseys Ansatz, die Institution der Ehe zu reformieren, auf Kritik von Sozialwissenschaftlern und Eugenikern, die lieber bei den Eheleuten ansetzen wollten. Der Soziologe Ernest R. Groves empfahl ebenso wie der Eugeniker Paul Popenoe eine Ausweitung der Eheberatung. Für Popenoe sanktionierte die Kameradschaftsehe das selbstsüchtige, frivole Leben der Ungebildeten und bewies, wie verworfen die moderne Zivilisation sei.
Lindseys Buch signalisierte einen Wandel in den Konzeptionen von Ehe in der amerikanischen Gesellschaft. Aber Lindsey übersah, so der Historiker Kevin White, dass seine „Kameradschaftsehe“ im Wesentlichen auf eine Ehe auf Probe hinauslief, auch wenn er Anderes beteuerte. Lindseys Konzept reflektierte weder Ideologie noch Realität der Ehe in der amerikanischen Gesellschaft der 1920er-Jahre. Er zog die Kritik von Geistlichen, aber auch von Professoren und Juristen auf sich. Wo Lindsey in seinen Vorschlägen ein Gegenmittel zu den immer häufiger werdenden Ehescheidungen sah, befürchteten seine Kritiker das genaue Gegenteil, nämlich eine Zunahme von Ehescheidungen. Auch Lindseys Überzeugung, dass Sexualität nicht nur der Fortpflanzung dienen, sondern den Eheleuten auch Freude bereiten könnte, brach mit der überkommenen Vorstellung, die Ehe sei eine heilige, gemeinsame Verpflichtung. Er propagierte seine Vorstellungen mit Vorträgen und Auftritten. Kritiker sahen in seinen Vorschlägen hingegen Freibriefe für sexuelle Gefälligkeiten und assoziierten sie mit Atheismus, Prostitution und Bolschewismus.

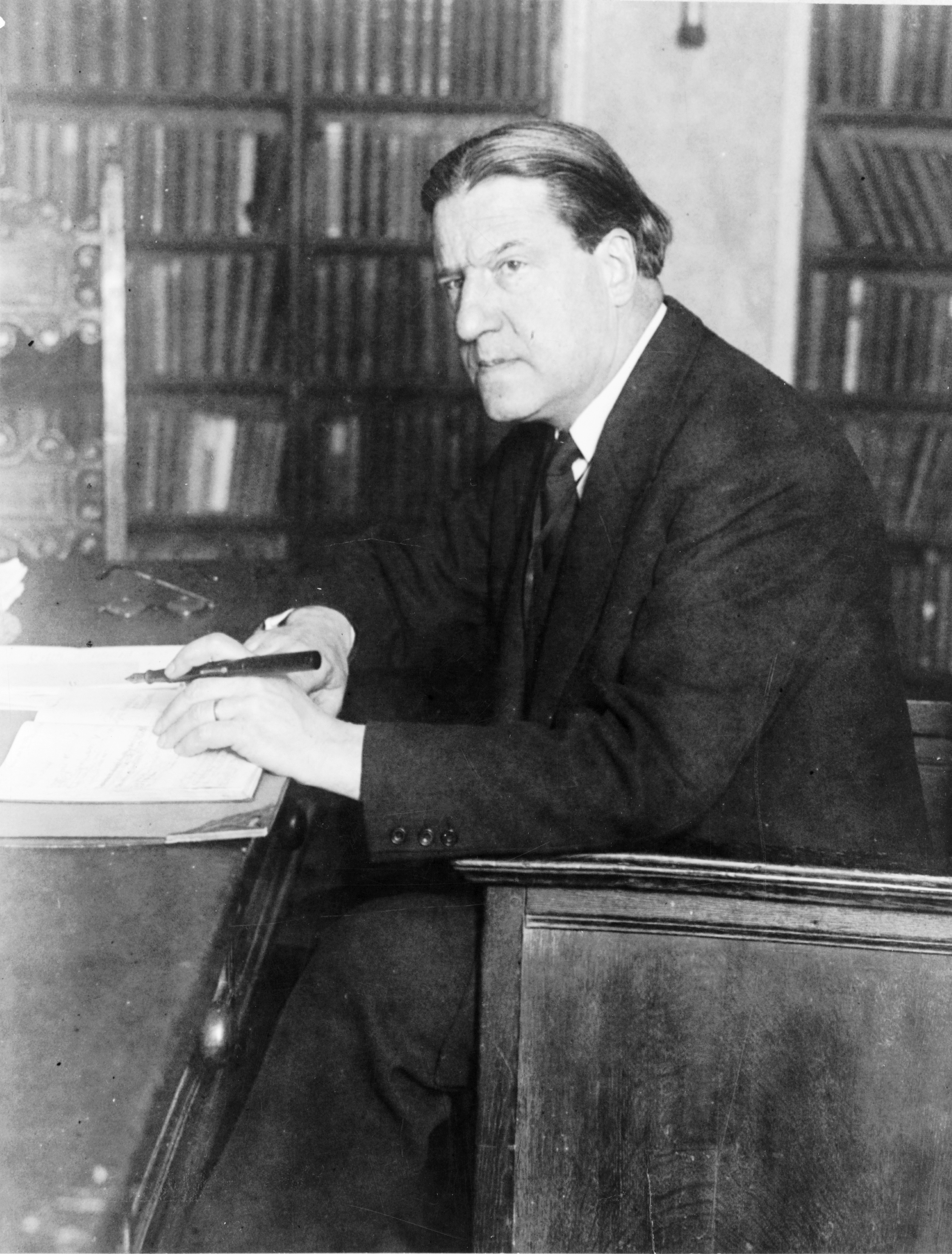
Rabbi Stephen S. Wise

Im Sommer 1927 begab sich Lindsey auf Tournee mit Radioauftritten und Vorträgen und forderte einige seiner Kritiker zu öffentlichen Streitgesprächen heraus. Eine seiner bekanntesten Debatten führte er am 28. Januar 1928 in der mit 3300 Zuschauern ausverkauften Carnegie Hall mit Rabbi Stephen S. Wise, einem sozial fortschrittlich eingestellten Vertreter des amerikanischen Reformjudentums. Wise gab zu, mit Lindsey in wesentlichen Punkten übereinzustimmen, kritisierte aber die Kameradschaftsehe aus moralischen und eugenischen Gründen. Für ihn glich eine Ehe ohne Verpflichtung einer „sex-shopping expedition“ (sexuellen Einkaufstour).
Nach den ersten Kontroversen um sein Buch zur Kameradschaftsehe war es 1928 ruhiger um Lindsey geworden. Er hielt weitere Vorträge und schrieb mit Evans das Szenario für den Film Companionate Marriage (1928). Dieser heute verschollene Stummfilm unter der Regie von Erle C. Kenton handelte von der Sekretärin Sally aus schwierigen Verhältnissen, in die sich Donald, der Sohn des Chefs, verliebt. Sie lehnt einen Heiratsantrag zunächst ab. Donalds Schwester erlebt indes eine leichtfertig geschlossene und unglückliche Ehe, die in ihrem Selbstmord endet. Sally ist nun bereit, Donald zu heiraten. Ein Freund der Familie, der zugleich Richter ist, entwirft einen Ehevertrag, nach welchem die Ehe als legal geschieden gilt, wenn die Eheleute nach einer bestimmten Zeit unzufrieden sind. Donald und Sally finden aber ihr gemeinsames Glück. Lindsey unterstützte den Film, indem er an mehreren Filmpremieren persönlich teilnahm.
Aufsehen erregte Lindseys Auseinandersetzung mit dem episkopalen Bischof William T. Manning, einem seiner schärfsten Kritiker, in der New Yorker Kathedrale St. John the Divine am 7. Dezember 1930. Anfang Dezember 1930 hatte Lindsey in New York auf Einladung vor einer unabhängigen Gruppe episkopaler Priester gesprochen. Eine Woche später antwortete Manning im Gottesdienst mit einer angekündigten Predigt über die Kameradschaftsehe, in der er Lindseys „immoral and destructive teachings“ (unmoralische und zersetzerische Lehren) angriff, die freie Liebe legalisieren würden. Zum Schluss nannte er Lindseys Buch

“one of the most filthy, insidious, and cleverly written pieces of propaganda ever published in behalf of lewdness, promiscuity, adultery, and unrestrained sexual gratification.”

„eines der schmutzigsten, tückischsten und geschicktest geschriebenen Propagandawerke, die jemals im Namen von Lüsternheit, Promiskuität, Ehebruch und unbegrenzter sexueller Befriedigung publiziert wurden.“

Als Manning den abschließenden Segen sprach, sprang Lindsey, der sich unter die Gottesdienstbesucher gemischt hatte, auf und verlangte lauthals fünf Minuten Redezeit für eine Richtigstellung. Er wurde von Polizisten in Zivil verhaftet, aus dem Kirchenraum entfernt und wegen Störung des Gottesdienstes angeklagt. Die Klage wurde Mitte Dezember zwar nicht zugelassen. Die Angelegenheit schlug aber hohe Wellen. Lindsey sah sich als moderner Galilei, der mit der Wissenschaft gegen falsche Dogmen kämpfte. Er glaubte, sein Konflikt mit Manning habe Papst Pius XI. bewogen, in seiner Enzyklika Casti connubii die Kameradschaftsehe als Sakrileg zu verwerfen.

### Konflikt mit dem Ku Klux Klan
Nach dem Ersten Weltkrieg stieß Lindsey zunehmend auf Widerstand unter konservativen Politikern in Colorado. Gesetzesinitiativen, die als „Lindsey bills“ mit seiner Person verknüpft waren und die Zuständigkeit des Jugendgerichts ausdehnen, Kinderarbeit beschränken und Müttern aus der Arbeiterklasse Fürsorge zukommen lassen sollten, wurden von konservativen Abgeordneten des 1919 gewählten Parlaments aus Animosität gegen Lindsey gestoppt. Zwei Jahre später wurden seine Reformvorschläge wieder abgelehnt. Erst als er sich 1923 weitgehend im Hintergrund hielt, wurde das Reformpaket verabschiedet. Dabei wurde die Zuständigkeit des Jugend- und Familiengerichts in Vormundschaftsangelegenheiten auf Jugendliche bis 18 Jahren und in Strafsachen auf Jugendliche bis 21 Jahren erhöht.

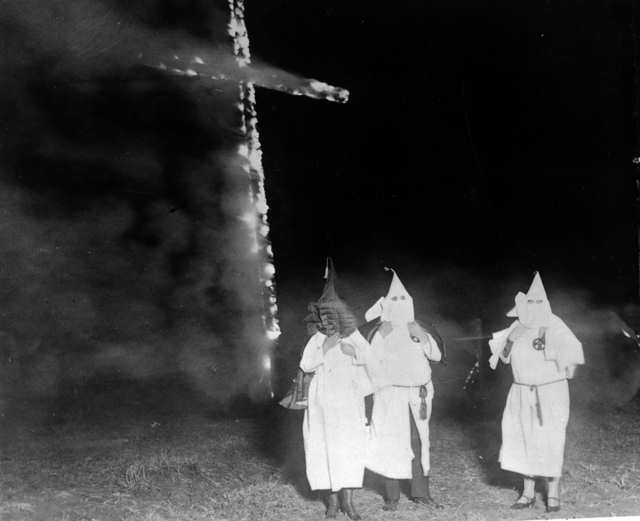
Mitglieder des Ku Klux Klan vor einem brennenden Kreuz bei Denver, 1921

In den 1920er Jahren infiltrierte der wieder begründete Ku-Klux-Klan in Colorado, wo es seit Ende des 19. Jahrhunderts eine starke antikatholische Tradition gab, erfolgreich die politischen Parteien. Mit Ben Stapleton wurde 1923 ein Klan-Mitglied zum Bürgermeister von Denver und 1924 mit Clarence Morley ein weiteres Klan-Mitglied zum Gouverneur gewählt. Kandidaten des Klans besetzten wichtige Posten in der Regierung und Judikative. Lindsey exponierte sich als Kritiker des Klans, den er als Interessenvertretung der Unternehmer sah. Der Klan, dem Lindseys Ansichten zu Ehe und Familie missfielen, startete 1924 eine Kampagne gegen Lindsey, der sich den regelmäßigen Wahlen stellen musste. Im November gewann er die Wahl gegen den Kandidaten des Klans, den Richter Royal R. Graham aus Georgetown, mit etwas über 100 Stimmen Vorsprung. Graham legte Einspruch wegen angeblichen Wahlbetrugs ein, der von einem Gericht in Denver verworfen wurde. Graham, dem selbst im Zusammenhang mit seinem eigenen Richteramt Betrug vorgeworfen wurde, beging 1925 Selbstmord. Ein Versuch des Klans, per Gesetzgebung Lindseys Jugendgericht im Zuge einer Reorganisation abzuschaffen, scheiterte 1926 am öffentlichen Protest. Grahams Witwe trug mit Unterstützung des Klans den Fall aber bis zum Obersten Gericht von Colorado, das im Januar 1927 die Stimmen eines ganzen Wahlbezirks für ungültig erklärte. So wurde Graham posthum zum Wahlsieger und damit zum Richter erklärt. Lindsey wurde verurteilt, der Witwe Grahams rückwirkend das Gehalt für das Richteramt zu zahlen. Ende Juni 1927 hatte Lindsey damit sein Amt als Jugendrichter verloren. Als er sein Büro räumte, nahm er auch das Archiv mit nach Hause. Die Fallakten verbrannte er anschließend in seinem Garten.
Der Nachfolger Lindseys am Jugendgericht, Robert Steele, kritisierte Lindseys Arbeit öffentlich und kündigte an, das Gericht im Sinne des Gewohnheitsrechts zu führen. Dreizehn von Lindseys Mitarbeitern reichten umgehend ihren Rücktritt ein. Das Jugendgericht von Colorado entwickelte sich in der Zeit nach Lindsey im Sinne des Chicagoer Jugendgerichts weiter, bei dem Sozialarbeiter und Psychologen an Einfluss gewannen und ein medizinisches Konzept mit klinischer Expertise verfolgten. Die Vorstellung des parens patriae, wie sie Lindsey vertreten hatte, erwies sich als instabil, da sie zu sehr an einzelne Persönlichkeiten gekoppelt war.
Während Lindsey sich in der Öffentlichkeit vor allem weiter für die Kameradschaftsehe einsetzte, geriet er 1929 in die Schlagzeilen, als ihm in Colorado vorgeworfen wurde, er habe in seiner Zeit als Richter unrechtmäßig finanzielle Kompensation für Nebentätigkeiten erhalten. Die Anwaltskammer beantragte seinen Ausschluss. Am 9. Dezember 1929 folgte das Oberste Gericht von Colorado diesem Antrag und entzog ihm seine Zulassung. Beobachter sahen dies als Rache an Lindsey, der zwei der obersten Richter früher scharf angegriffen hatte. Ein Appell blieb 1933 erfolglos. Am 25. November 1935 wurde Lindsey ohne Angabe von Gründen in Colorado wieder als Anwalt zugelassen. Auch um sich zu rehabilitieren, diktierte Lindsey dem Journalisten Rube Borrough 1930 seine Memoiren The Dangerous Life (1931), die vor allem seine Verdienste um das Jugendgericht in den Vordergrund rücken sollten.

### Richter in Kalifornien

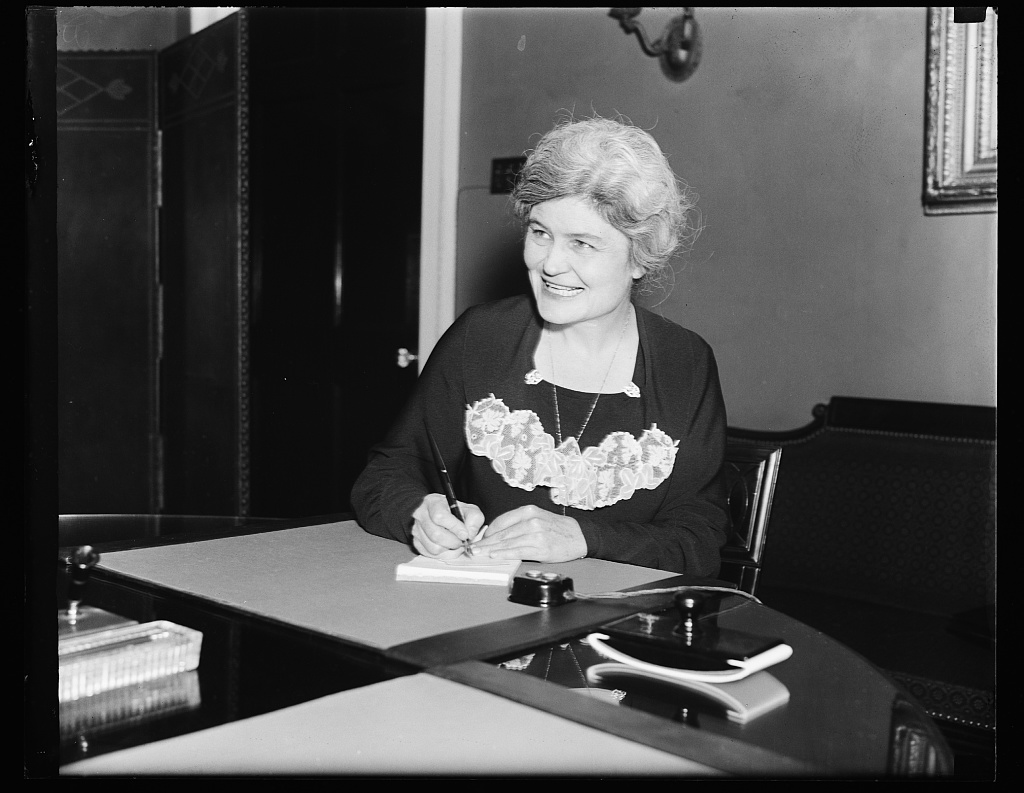
Josephine Roche (1934)

Im Jahr 1928 wurde Lindsey als Anwalt in Kalifornien zugelassen. Er hatte dies schon länger ins Auge gefasst, entschied sich aber erst später dafür, tatsächlich den Neuanfang in Kalifornien zu wagen, zumal er als Redner gut gebucht war. Anfang 1930 siedelte er über, um als Anwalt zu arbeiten. Auch hoffte er auf einen Regierungsposten. Einer seiner früheren Bewährungshelfer, Oscar L. Chapman, war unter Präsident Franklin D. Roosevelt Staatssekretär im Innenministerium, Lindseys Protegé Josephine Roche Staatssekretärin im Finanzministerium geworden. Lindsey wurde ab 1934 zunächst als Anwalt von der National Recovery Administration beschäftigt. Mit Unterstützung Upton Sinclairs, der in Kalifornien als Gouverneur kandidierte, wurde Lindsey noch im selben Jahr zum Richter am Superior Court, dem Obersten Gericht des Los Angeles County, gewählt. Das Richterkollegium dort lehnte es allerdings ab, Lindsey die Zuständigkeit für das Jugendgericht zu übertragen.
Im Jahr 1937 wurde eine der Geschichten aus seinem Buch The Revolt of Modern Youth als Spielfilm adaptiert. Lou Breslow und John Patrick schrieben nach dem Kapitel „The Koudenhoffen Case“ das Drehbuch für den Film One Mile from Heaven unter der Regie von Allan Dwan. Die Handlung: Eine afroamerikanische Wäscherin (Fredi Washington) zieht ein weißes Kind als eigenes auf. Tatsächlich handelt es sich um die tot geglaubte Tochter einer reichen Erbin und eines inzwischen verstorbenen Kriminellen. Nach diversen Verwicklungen kommt das Mädchen über das Jugendgericht zu seiner biologischen, neu verheirateten Mutter zurück; das weiße Ehepaar entscheidet, dass die Ziehmutter bei ihnen leben soll. Der Film betonte die weibliche Perspektive und stellte die Beziehungen zwischen Weißen und Schwarzen in ungewohnter Weise dar. Die Medienwissenschaftlerin Ellen C. Scott weist darauf hin, dass der Plot unterschwellig die Logik der Rassentrennung herausforderte und schwarze und weiße Charaktere miteinander verknüpfte. Es war einer der wenigen in jenen Jahren von der Production Code Administration genehmigten Filme, der eine Gleichheit der Rassen andeutete, und stieß in den Südstaaten auf Proteste von Kinobetreibern.
Ende der 1930er Jahre engagierte sich Lindsey für Gesetzesinitiativen, die dem Kindeswohl dienen sollten. Eine dieser Kampagnen führte 1939 zur Schaffung eines Children’s Court of Conciliation im Los Angeles County, dem er bis zu seinem Tod vorstand. Dieses Schiedsgericht sollte von Ehepartnern eingeschaltet werden können, um in einem Vermittlungsverfahren Ehescheidungen zu verhindern. Rief eine Partei das Schiedsgericht an, konnte für dreißig Tage keine Scheidung eingereicht werden. Zwar war die Mitwirkung freiwillig, aber die Scheidungsgesetze legte die Einschaltung des Schiedsgerichts nahe. Für Lindsey standen dabei die Interessen der Kinder im Vordergrund. Für ihn beschäftigte sich das Gericht „with the right of your children to you, rather than your right to your children“ („mehr mit den Rechten Deiner Kinder an Dir als mit Deinen Rechten an ihnen“).

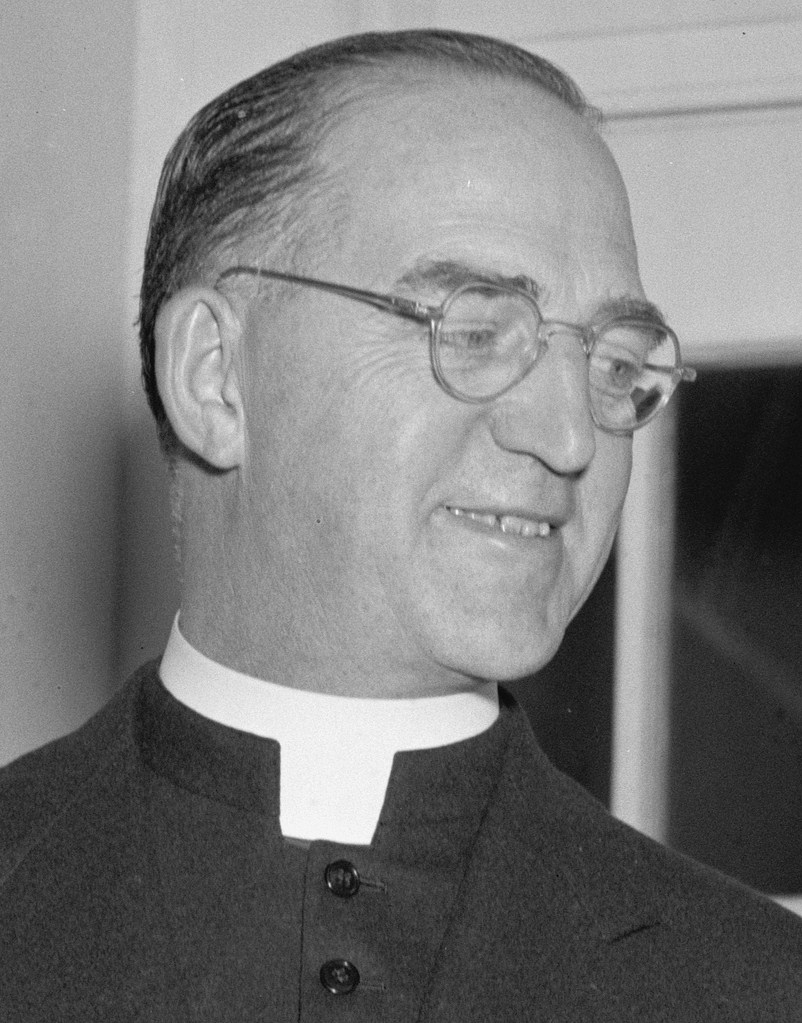
Father Edward J. Flanagan, Gründer der Jugendhilfeeinrichtung Boys Town

Als sich in der kalifornischen Besserungsanstalt von Whittier 1940 zwei Insassen das Leben nahmen, wurde Lindsey von Gouverneur Culbert Olson zum Leiter einer dreiköpfigen Untersuchungskommission ernannt. Die Untersuchung deckte weit reichende Missstände auf. Physische und sexuelle Gewalt waren in allen staatlichen Besserungsanstalten an der Tagesordnung. Nach dem Zufallsprinzip wurden regelmäßig Insassen ausgewählt und verprügelt. Schon kleinere Vergehen wurden mit Isolierung geahndet. Die Anstaltsvorstände und Aufsichtsorgane sahen weg oder ignorierten das Verhalten der Aufseher. Sogenannte „honor clubs“ (Ehrenklubs) wurden dazu benutzt, Jugendliche mit dem Versprechen auf Privilegien dazu zu bringen, ihre Mitinsassen auszuspionieren und zu unterdrücken, auf Anweisung der Aufseher auch zu verprügeln. In ihrem Abschlussbericht vom Dezember 1940 warf die Lindsey-Kommission der Besserungsanstalt Ineffizienz, Missmanagement und Verantwortungslosigkeit vor und verlangte tiefgreifende Reformen. Dazu empfahl sie die Einrichtung einer unabhängigen Expertenkommission unter der Leitung von Father Flanagan, die konkrete Vorschläge erarbeiten sollte. Auf das „Rassenproblem“ in der Institution wies die Lindsey-Kommission eigens hin. Etwa ein Drittel der Insassen war mexikanischer Abstammung und damit gemessen am Bevölkerungsdurchschnitt in Kalifornien überrepräsentiert. Diese Jungen fühlten sich durch das Verhalten der Aufseher mit ihren routinisierten Beschimpfungen diskriminiert, zumal es unter dem Personal keine Spanier oder Mexikaner gab. Lindseys Bericht trug dazu bei, dass mit der California Youth Authority 1941 erstmals in den Vereinigten Staaten eine staatliche Behörde geschaffen wurde, die ausschließlich für Fragen der Jugendgerichtsbarkeit zuständig war.
Im Alter von 73 Jahren erlag Lindsey einem Herzanfall. Kurz vor seinem Tod hatte er mit seiner Frau besprochen, dass sein Körper eingeäschert werden und es keine Trauerfeier geben sollte. Einige Freunde versammelten sich, um seine Asche im Garten seines Hauses in Bel Air zu verstreuen. Henrietta Lindsey hob einen kleinen Teil auf, den sie bei einem Kurzbesuch in Denver an der Stelle verstreute, an der bis zum Abriss im Jahr 1933 das Gerichtsgebäude des County Courts gestanden hatte und sich nun ein kleiner Park befand.

## Würdigung
So streitbar Lindsey war, so unterschiedlich fiel das Urteil seiner Zeitgenossen aus. Lindseys politische Gegner in Colorado beschuldigten ihn politischer Tricksereien, des Verrats und der Befangenheit oder erklärten ihn gleich für verrückt. Sein ehemaliger Partner Fred W. Parks, den Lindsey in The Beast des Ausverkaufs an die Plutokraten beschuldigt hatte, bezeichnete ihn als Lügner, Verleumder und undankbar. Noch 1966 fragte ein älterer Jurist in Denver den Historiker Charles Larsen, der für seine Biographie Lindseys recherchierte, wie ein so kleiner Mann ein so großer Hurensohn habe sein können. Theodore Roosevelt erinnerte sich, dass Lindseys Feinde den klein gewachsenen und leichtgewichtigen Richter in Anlehnung an „Bull Moose“ (Elchbulle), den Spitznamen der Progressive Party, als „Bull Mouse“ (Mausbulle) bezeichnet hätten. Lindseys Vorschläge zur Kameradschaftsehe rückten ihn in den Augen mancher Gegner in die Nähe eines atheistischen Bolschewismus, im Amerika nach der „Red Scare“ ein besonders schwerwiegender Vorwurf. Auf der anderen Seite lobten ihn Reformer in der „Progressive Era“ für seinen Kampf gegen die „politischen Maschinen“ der Parteien, gegen Korruption und Plutokratie. Lincoln Steffens etwa machte Lindsey durch einen Artikel im McClure’s Magazine 1906 landesweit bekannt und widmete ihm drei Jahre später ein 150 Seiten starkes Kapitel „Ben Lindsey, the just judge“ in seinem Buch The Upbuilders (1909), einer Sammlung von fünf Porträts verschiedener Reformer. Dahinter steckte die personenzentrierte politische Theorie, dass es in jeder Gemeinschaft Führungspersönlichkeiten gebe, die sich zum Fortschritt aller mit Gegnern oder einer Gruppe von Gegnern auseinanderzusetzen hatten. Steffens Darstellung, so beschrieb es Christopher Lasch, drückte zum einen den hartgesottenen Realismus, aber auch die darunter liegende Sentimentalität der neuen Radikalen aus.
Aber auch Zeitgenossen, die ihn schätzten, taten sich nicht unbedingt leicht mit seinem Charakter. Der Journalist William L. Chenery, als Redakteur der Rocky Mountain News einer seiner Unterstützer, bemerkte, dass mit Harvey O’Higgins ein sehr fähiger Journalist Lindseys Lebensgeschichte aufgeschrieben habe, bzw. das, was Lindsey nach der Veröffentlichung für seine Lebensgeschichte gehalten habe. Lindsey habe die Rolle angenommen, die O’Higgins ihm zugedacht habe und sich deshalb für den Rest seines Lebens im Kampf befunden. Der Historiker Stephen J. Leonard hält Chenerys Einschätzung für zutreffend, insofern Lindsey immer die Aufmerksamkeit der Öffentlichkeit gesucht habe. Mary Craig Sinclair, Ehefrau von Upton Sinclair, schilderte in ihrer Autobiographie Southern Belle (1957), dass das Ende seiner Richterlaufbahn in Colorado Lindsey tief gekränkt und später sein ganzes Denken bestimmt habe. Immer wieder habe er dies bis zur Ermüdung seiner höflichen Zuhörer in allen Einzelheiten erzählt. Philip B. Gilliam, seit 1940 Jugendrichter in Denver, berichtete 1969, dass der Autor Gene Fowler die Geschichte Lindseys habe schreiben wollte, aber Henrietta Lindsey dies nicht erlauben wollte, sofern der Text nicht lobend ausgefallen wäre. Für Gilliam hätte dies ein solches Buch ruiniert.
Historisch wird Lindsey vor allem in drei Zusammenhängen betrachtet: Als wichtige Person der amerikanischen Jugendgerichtsbewegung, als politischer Reformer in Colorado und als Sexualreformer. In den 1960er-Jahren wurden zwei Dissertationen über Lindseys Reformaktivitäten bis 1920 geschrieben. Eine Biographie, für die der Autor Charles Larsen noch Lindseys Ehefrau Henrietta befragen konnte, erschien 1972. Ferner war Lindseys Biographie und Karriere Gegenstand einiger akademischer Forschungsaufsätze.
Die Rolle Lindseys in der Jugendgerichtsbewegung wird ambivalent beurteilt. Joseph Hawes meinte, dass Lindseys Methoden als Richter zwar irregulär gewesen seien, aber dass sie hunderte malerischer Geschichten hervorbrachten, welche die Jugendgerichtsbewegung populär machten. Schon 1914 merkte Thomas D. Eliot kritisch an, dass gerade die malerischen Geschichten über das Jugendgericht von Denver eine sozioökonomische Analyse ersetzten und zu langweilen begännen. Elizabeth Clapp kritisierte 1993, dass die Darstellung, Lindsey habe als Einzelkämpfer den Kampf für die Kinder geführt und das Jugendgericht quasi erfunden, allgemeine Anerkennung gefunden habe. Historiker hätten deshalb andere Kräfte und Faktoren übersehen. Für Paul Colomy und Martin Kretzmann prägten Lindseys Vorstellungen zwar die Mythologie der Institution Jugendgericht. Durchgesetzt habe sich aber das Chicagoer Modell, weil Lindsey keine dauerhafte soziale und professionelle Basis für sein Jugendgerichtsmodell geschaffen habe, sondern sich mit seinem populistischen Stil politisch angreifbar gemacht habe. Sanford J. Fox sieht die Besonderheit von Lindseys Gericht darin, dass Lindsey sich persönlich für die Kinder engagierte, Arbeit für sie suchte und Kontakt mit Lehrern und Arbeitgebern hielt. Es gebe nicht den kleinsten Hinweis, dass sich zuvor ein amerikanischer Jugendrichter persönlich so engagiert habe wie Lindsey in Denver.
Wie der Historiker David Thelen ausführt, war Lindsey in ökonomischen Dingen individualistisch eingestellt, in politischen Dingen hingegen kollektivistisch. Die Werte, die er vermittelte, waren harte Arbeit, Wettbewerb, Männlichkeit und Kampf. Lindsey orientierte sich dabei an der politischen Ökonomie Andrew Jacksons und lehnte modernes Unternehmertum ab, weil es seiner Ansicht nach dem individualistischen Konkurrenzgedanken des Kapitalismus widersprach. Auf der anderen Seite glaubte er an die Macht der Mehrheit. Deshalb konnte er den Diebstahl von Kohle als gerechtfertigt ansehen, wenn Unternehmen den Menschen die naturgegebenen Mineralien vorenthielten, die sie mit deren Arbeit ausbeuteten. Dieser ökonomische Individualismus, den Lindsey mit dem Gemeinschaftsgedanken des amerikanischen Konsumerismus verknüpft habe, sei es gewesen, der die Kapitalismuskritik Lindseys für die herrschenden Eliten so gefährlich gemacht habe. Kritisch merkt Thelen an, dass für Lindsey individuelle Rechte, etablierte Institutionen und Fürsorgebürokratie weniger wichtig waren als die Meinung der Mehrheit, die, davon war er überzeugt, seine Werte teilen und verfolgen würde, hätte sie nur die Macht dazu.
Anerkannt wird, dass Denver in der „Progressive Era“ mit Persönlichkeiten wie Lindsey, Roche und Creel neben San Francisco zu den führenden Reformstädten im amerikanischen Westen zählte. Lindseys Hang zur „showmanship“ sei eine politische Stärke gewesen, meint sein Biograph Charles Larsen, habe es aber bei seinem Engagement etwa für die Kameradschaftsehe seinen Feinden ermöglicht, ihn lächerlich zu machen. Sein Auftritt in der Kathedrale St. John the Divine habe ihn schließlich als notorisch erscheinen lassen. Für Rebecca Davis waren es nicht zuletzt Lindseys öffentliche Auseinandersetzungen mit angesehenen Repräsentanten der Kirchen, welche die Idee der Kameradschaftsehe unpopulär machten, während Geburtenkontrolle und Verhütungsmittel in den 1930er Jahren zunehmend öffentlich anerkannt wurden. Nancy F. Cott meint, die Vorschläge Lindseys seien an ihrer eigenen Konkretheit gescheitert. Er habe der Gesellschaft vor Augen geführt, was man zwar ahnen konnte, aber nicht wahrhaben wollte, nämlich dass Ehen nicht unbedingt ein Leben lang halten oder der Fortpflanzung dienen mussten, und dass Ehemänner nicht mehr allein den Unterhalt der Familie bestritten. Kirchliche Kritiker hätten Lindsey zum Sündenbock dafür gemacht, dass die säkulare Moderne das religiöse Verständnis einer lebenslangen ehelichen Treue untergrub.
In Deutschland wurde Lindsey zunächst als Jugendrichter wahrgenommen, während der Weimarer Republik vor allem aber als Propagist der Kameradschaftsehe. Noch 1944 erschien eine deutsche Übersetzung von Lindseys Buch The Beast als Die Bestie im Felix Meiner Verlag. In ihrem Nachwort stellte Elisabeth Noelle Lindseys Beschreibung der finanziellen, politischen und moralischen Korruption der amerikanischen Gesellschaft in völkische und anti-demokratische Zusammenhänge.

## Ehrungen
Henrietta Lindsey hatte dem Jugendgericht von Denver eine kleine Büste ihres Ehemannes übereignet. Phillip B. Gilliam, zu dieser Zeit Jugendrichter von Denver, stellte die Büste in den Räumen des Jugendgerichts auf, das zu dieser Zeit im Gebäude der Stadt und des Countys untergebracht war. Als im Jahr 2003 das einhundertjährige Bestehen des Gerichts begangen werden sollte, wurde die Büste beschädigt in einem Büro der Verwaltung aufgefunden. Am 16. März 2009 wurde das neue Gerichtsgebäude der Stadt Denver als „Lindsey-Flanigan Courthose“ nach Lindsey und James Flanigan, dem ersten afroamerikanischen Richter Denvers, benannt.

## Veröffentlichungen
- The reformation of juvenile delinquents through the juvenile court. Read before the National Conference of Charities and Correction at its thirtieth meeting, in Atlanta, Ga. Press of F.G. Heer, o. O. 1903.
- State of Colorado, City and County of Denver. Hon. Ben. B. Lindsey, father of Juvenile Court, of Denver, Colorado. [Merchants Pub. Co., makers], [Denver, Colo.] 1904?
- The political crisis in Denver. An address delivered at Trinity Church, Thursday evening, March 24, 1904. [publisher not identified], [Colorado] 1904.
- Recent progress of the juvenile court movement. A report of the Chairman of the Committee on Juvenile Courts and Probation. [F.J. Heer?], [Columbus, Ohio] 1905.
- The juvenile court laws of the state of Colorado. As in force and as proposed, and their purpose explained. [Denver] 1905.
- Judge Linsey on suffrage. Warren, Ohio 1906?
- The rule of plutocracy in Colorado. A retrospect and a warning. Hicks Print House, Denver 1908.
- mit Thomas Travis: The young Malefactor. A study in juvenile delinquency its causes and treatment. Crowell, New York 1908.
- mit Sarah Platt Decker: How it works in Colorado. National American Woman Suffrage Association, Warren, Ohio 1909.
- mit Alwin Paul und Anna Schultz: Die Aufgabe des Jugendgerichts. Salzer, Heilbronn 1909.
- mit Harvey J. O’Higgins: The beast. Doubleday, New York 1910.
  - dt. von Ilse Hecht: Die Bestie. Denver Chronik. Meiner, Leipzig 1944. (Mit einem Nachwort von Elisabeth Noelle).
- Eel Martin’s record. The true story of the recovery of a bad boy. Clay’s Review Pub. Co, [Denver?] 1910.
- mit George Creel: Measuring up results of equal suffrage in Colorado. Citizens Suffrage League, Pasadena 1911.
- mit Edwin Markham und George Creel: Children in bondage. A complete and careful presentation of the problems of child labor. New York 1914.
- The Doughboy’s Religion, and other aspects of our day. By B.B. Lindsey and [with an introduction by] Harvey O’Higgins. New York & London, S. 89. Harper & Bros. 1920.
- Children and the movies. [N.Y.S. Lib.] [Albany] 1924.
- My fight with the Ku Klux Klan. Survey Associates, New York 1925.
- mit Wainwright Evans: The revolt of modern youth. Boni & Liveright, New York 1925.
  - dt. Übersetzung u. Bearbeitung von Toni Harten-Hoencke und Friedrich Schönemann: Die Revolution der modernen Jugend. Dt. Verlag-Anst, Stuttgart 1925.
- mit Wainwright Evans: The companionate marriage. Boni & Liveright, New York 1927.
  - dt. von Rudolf Nutt: Die Kameradschaftsehe. Dt. Verlag-Anstalt, Stuttgart 1928.
- Havelock Ellis, an appreciation. [New York] 1928.
- und G. C. Brewer: Debate between Judge Ben Lindsey and G.C. Brewer on “Companionate marriage”. The Christian leader Corp, Cincinnati, O. 1928.
- mit Rube Borough: The Dangerous Life. H. Liveright, New York 1931.
  - dt. von Rudolf Nutt: Das gefährliche Leben. Dt. Verlag Anst, Stuttgart 1931.
- mit Sol M. Wurtzel et al.: One mile from heaven. Released through Twentieth Century-Fox Film Corp, United States 1937.
- Judge Ben Lindsey’s speech on Childrens Court of Conciliation. 1939.